# 佛罗里达州
佛罗里达州（英語：State of Florida），简称佛州，是位于美国东南部的一个州。该州西临墨西哥湾，西北与阿拉巴马州接壤，北邻佐治亚州，东濒大西洋，南接佛罗里达海峡，并与古巴隔海相望。佛罗里达州大部分土地位于墨西哥湾和大西洋之间的佛罗里达半岛，约占全州三分之二的面积。该州拥有美国本土最长的海岸线，即使未计入众多障壁岛，其海岸线全长约2,170公里（1,350英里）。佛州是全美唯一一个既与墨西哥湾又与大西洋相邻的州。截至2020年人口普查，佛罗里达州人口超过2300万，是全美人口第三多的州，人口密度在全美50个州中排名第八。全州总面积为170,310平方公里（65,758平方英里），在美国各州面积列表中列第22位。佛州的首府是塔拉哈西，但最大的城市为杰克逊维尔。其最大的都会区是位于州南部的迈阿密都会区，由迈阿密、劳德代尔堡和西棕榈滩等城市组成，人口约为613.8万，是全美第九大都会区。佛州人口最多的城市为杰克逊维尔，其他主要人口密集地区包括坦帕湾区、奥兰多、开普科勒尔以及塔拉哈西。
多个美洲原住民部落至少在14,000年前就已定居于佛罗里达。1513年，西班牙探险家胡安·庞塞·德莱昂首次抵达该地区，并将其命名为“La Florida”（意为“鲜花盛开的地方”）。佛罗里达随后成为美国本土第一个被欧洲人永久定居的地区，其中圣奥古斯丁于1565年建立，是美国现存最古老及持续有人定居的城市。佛罗里达州曾多次被英国觊觎并遭其攻击，直到1819年西班牙通过亞當斯—奧尼斯條約将其割让给美国，换取解决西属德克萨斯萨宾河的边界争端。佛罗里达州于1845年3月3日成为第27个州，并且是塞米诺尔战争（1816–1858年）的主要发生地。这些战争是美国印第安战争中持续时间最长、规模最大的一系列冲突。1861年1月10日，佛罗里达州宣布脱离联邦军，成为七个最早加入美利坚联盟国的州之一。在南北战争结束后，佛罗里达州于1868年6月25日重新加入联邦。
自20世纪中期以来，佛罗里达州经历了快速的人口和经济增长。根据美国商务部经济分析局提供的2024年第三季度数据，佛州经济总量以1.647万亿美元的州生产总值（GSP），在美国各州排名第四，在全球范围内则位列第15位；主要经济领域包括旅游业、酒店业、农业、房地产和交通运输业。佛罗里达因其海滨度假村、主题公园、温暖的阳光气候以及海上娱乐活动而闻名于世；每年有数千万游客前往华特迪士尼世界、肯尼迪航天中心和迈阿密海滩等著名景点。佛罗里达州是退休人士、雪鸟族（冬季居住者）、国内外移民的热门目的地。佛罗里达州毗邻海洋，其文化、身份认同和日常生活深受影响。其殖民历史和历次移民浪潮在非裔、欧洲裔、原住民、拉丁裔和亚裔美国人等文化中得以体现。佛罗里达州吸引并启发了许多美国著名作家，包括欧内斯特·海明威、玛乔丽·金南·罗林斯和田纳西·威廉斯等；同时，这里也吸引了众多名人和运动员，尤其是在高尔夫、网球、赛车和水上运动领域。在政治领域，佛罗里达州向来在美国总统选举中被视为其中一个关键摇摆州，因此一直受到民主、共和两党候选人集会、代理活动和大笔选举资金的重视。
佛罗里达州包含北部的亚热带气候到南部的热带气候。佛罗里达州是美国除夏威夷外唯一拥有热带气候的州份，同时也是美国本土唯一既有热带气候又拥有珊瑚礁的州份。佛州拥有多个独特的生态系统，其中包括大沼泽地国家公园，这是美国乃至美洲最大的热带湿地。该州特有的野生动物包括美洲短吻鳄、美洲鳄、美洲红鹳、玫瑰琵鷺、佛罗里达美洲狮、宽吻海豚和西印度海牛。佛罗里达珊瑚礁是美国本土唯一的活体珊瑚礁，也是世界第三大珊瑚礁系统，仅次于大堡礁和伯利兹堡礁。

## 历史

### 印第安时期
古印第安人至少在14,000年前就已进入佛罗里达。到16世纪，即佛罗里达有历史记录的最早时期，当时佛罗里达的主要原住民群体包括位于佛罗里达狭地的阿帕拉契族，北部和中部佛罗里达的蒂穆库亚族，中部大西洋沿岸的艾斯族，奥基乔比湖地区的马亚米族，佛州东南部的德贵斯塔族，以及西南部的卡卢萨族。

### 第一段西班牙殖民地时期
佛罗里达是现今美国本土首个被欧洲人探索并定居的地区，最早已知的欧洲探险者随胡安·庞塞·德莱昂而来。庞塞·德莱昂于1513年4月2日发现并登陆佛罗里达半岛。他将其命名为“佛罗里达”（la Florida），以此赞美这里繁花似锦的景观，并因为当时正值复活节季节，而西班牙人将此节称为“花之节”（Pascua Florida）。次日，他们登岸以探索并宣告对这片新土地的占有权。16世纪末前往中国定居的意大利神父利玛窦在与明朝光禄寺少卿李之藻合作刊刻的坤舆万国全图中，亦将“la Florida”译为“花之屿”。传闻庞塞·德莱昂在佛罗里达发现喝了就可以永葆青春的青春之泉（或称不老泉），但事实上这一传说纯属虚构，德莱昂一生的探险手稿中都没有发现青春之泉的记录，在他去世多年后他的名字才与青春之泉的传说联系在一起，这一桥段却被后世诸多游戏和电影引用，比如世紀帝國III和加勒比海盗4。
1539年5月，西班牙探险家埃尔南多·德·索托沿佛罗里达海岸航行，寻找可以登陆的深水港。他描述了一堵延绵数英里的红树林墙，有些高达21米（70英尺），其盘根错节的树根使得登陆十分困难。随后，欧洲人将基督教、牛、马、羊、卡斯蒂利亚西班牙语及其他新事物引入佛罗里达。西班牙人在佛罗里达建立了多个定居点，成功程度各异。1559年，特里斯坦·德·卢纳·伊·阿雷亚诺在现今的彭萨科拉建立了一个定居点，使其成为佛罗里达最早的定居点之一，但到了1561年这里基本上已被废弃。1564年至1565年间，法国人在现今杜瓦尔县建立了卡罗琳堡，但随后被西班牙人摧毁。如今，这座堡垒在杰克逊维尔的原址上重建并对外开放展览。
1565年，在西班牙上将兼总督佩德罗·梅内德斯·德·阿维莱斯的领导下，建立了圣奥古斯丁（San Agustín）定居点，这成为美国本土上最古老、连续有人居住的欧洲人定居点，并孕育了第一代的佛罗里达人（Floridanos）以及佛罗里达政府同年，一场婚礼在圣奥古斯丁举行，新娘是来自塞维利亚的自由民黑人佣人露依莎·德·阿夫雷戈（Luisa de Abrego），新郎是来自塞哥维亚的白人米格尔·罗德里格斯（Miguel Rodríguez），这是美国本土历史记录在案的第一场基督教婚礼。一些佛罗里达人与彭萨科拉人、克里克人或非洲不同族裔女性（包括奴隶和自由民）结婚，他们的后代形成了一个梅斯蒂索人和穆拉托人构成的混血人口。西班牙政府还鼓励来自英属十三殖民地的奴隶逃往佛罗里达作为避难地，并承诺他们只要皈依天主教即可获得自由。西班牙国王卡洛斯二世发布了一项皇家公告，宣布所有逃往佛罗里达并接受皈依和洗礼的奴隶获得自由。大多数人前往圣奥古斯丁地区，但也有逃亡的奴隶到达彭萨科拉。早在1683年，圣奥古斯丁就已组建了一支全黑人民兵部队来保卫佛罗里达。
随着北方英国殖民地的建立和西部法国领土的扩张，西班牙在佛罗里达的领土主张范围逐渐缩小。17世纪和18世纪期间，英国殖民者和海盗多次袭击圣奥古斯丁，多次将该城及其大教堂夷为平地。为保护佛罗里达首府免受攻击，并维持佛罗里达在保卫古巴总督辖区和西属西印度群岛中的战略地位，西班牙于1672年建造了聖馬科斯堡，并于1742年建造了马坦萨斯堡。1738年，佛罗里达总督曼努埃尔·德·蒙蒂亚诺在圣奥古斯丁附近建立了摩泽圣特雷莎堡，这是一个为逃亡奴隶设立的防御性城镇，蒙蒂亚诺为这些奴隶提供了公民身份和自由，作为他们在佛罗里达民兵中服役的回报，该城成为北美第一个合法允许的自由黑人聚居地。

### 英国殖民地时期
1762年，古巴哈瓦那在七年战争期间被英国远征军占领。1763年，西班牙同意将其位于佛罗里达的领土割让给战胜国大不列颠王国，以换取对哈瓦那的控制权。这次交易作为1763年巴黎条约的一部分，正式结束了七年战争。同时，英国还从法国手上获得了新法兰西的大部分领土，包括密西西比河以东的领土（除奥尔良岛）、曼恰克河以南地区和包括新奥尔良在内的阿米特河以南地区。 由于新获得的土地面积太大，难以以一个行政中心管理，英国按阿巴拉契科拉河分割为两个新的殖民地。英属西佛罗里达包括部分旧西属佛罗里达在阿巴拉契科拉河以西的土地，也包括旧法属路易斯安那的土地，首府位于彭萨科拉。英属东佛罗里达包括旧西属佛罗里达在佛罗里达半岛的大部分领土，首府为圣奥古斯丁。随着佛罗里达易手，佛罗里达的大部分西裔人口随西班牙殖民者迁离，还将许多土著居民带到古巴。
英国人获得佛罗里达之后，英国政府向参与法印战争的军官和士兵授予土地，以鼓励他们定居和开发佛罗里达。为了吸引更多英国人移居佛罗里达，英国政府还在英格兰报道佛罗里达拥有丰富自然资源的消息。许多被描述为“勤奋且品德良好”的英国人移居佛罗里达，大多来自南卡罗来纳、乔治亚和英格兰。此外，还有一部分定居者来自百慕大殖民地。这些人成为了现今佛州杜瓦尔县、贝克县、圣约翰斯县和拿骚县第一个英语居民群体。为加快开发殖民地的资源，英国修建了高品质的公共道路，例如修建了国王之路，将圣奥古斯丁与乔治亚连接起来。这条马路横穿圣约翰河的一个浅滩，称为瓦卡皮拉特卡（Wacca Pilatka），现在是杰克逊维尔下城的核心区域，曾被英国人称为“牛渡口”（Cow Ford），这反映出在當地居民常在此地帶牛隻渡河。英国人并引入种植甘蔗、靛蓝和水果等经济作物，以及从佛罗里达大量出口木材，这些都为当地经济带来了繁荣。在英国统治时期，英国总督着手制定佛罗里达的殖民地法律，并在议会的建议下设立法院。这是佛罗里达首次引入源自英国的法律体系，该体系包括陪审团审判、人身保护令以及基于县的政府行政架构，这些体系至今仍然沿用。
1770年代，英属北美十三个殖民地与大不列颠王国之间的关系持续紧张，最终在1775年爆发美国独立战争。在整个美国独立战争期间，佛罗里达一直是保皇党的据点，大部分人仍效忠于英国。无论是东佛罗里达还是西佛罗里达，均未派遣任何代表前往费城起草美国独立宣言。1781年3月至5月之间，由西班牙将军贝尔纳多·德·加尔维斯领导的西班牙、法国和美国联军，猛烈围攻在彭萨科拉的英国军队和亲英乔克托印第安人；5月8日，枪林弹雨下一枚榴弹炮炮弹击中了乔治堡外围防御工事的一个弹药库，防御工事迅即被炸成瓦砾，57名英国士兵丧生。这次爆炸使原先僵持的战局出现突破，联军从缺口一拥而入。守城的约翰·坎贝尔将军知道他们被击溃只是时间问题，于是在5月10日决定投降。

### 第二段西班牙殖民地时期
1783年，英国和美国签署了《巴黎条约》，英国承认北美十三个殖民地独立，同时英国并与法国和西班牙签订了附带的《凡尔赛条约》。作为战败国，英国将东佛罗里达和西佛罗里达归还给西班牙，但因条约内没有明确说明佛罗里达北部边界，导致后来美国和西班牙为边界问题各执一词而产生一系列纷争，直到1795年签订《平克尼条约》才解决了该领土争端问题，双方同意将北纬31度线作为美国与西属佛罗里达之间的边界。佛罗里达在第二段西班牙统治时期间，西班牙对佛罗里达北部边界的防御较为薄弱，该地区成为美国南方奴隶的避难所以及印第安人对美国领土发动袭击的基地，美国因此向西班牙施压要求进行改革。
来自乔治亚州和南卡罗来纳州偏远地区的美国移民，主要是英裔美国人和苏格兰-爱尔兰裔美国人，开始迁入佛罗里达北部。尽管原则上西班牙殖民者当局并不允许这种行为，但他们从未能够有效管理边界地区，令这些来自美国边远地区的移民持续涌入佛罗里达。这些移民与自英国殖民时期就留在佛罗里达的英国定居者混合，便成为以英裔美国人为主体的佛罗里达乡民。佛罗里达交还给西班牙之后，留下来的英国移民对西班牙的统治却不愿受西班牙人统治，这导致了1810年的一次武装叛乱。1810年9月23日，武装叛军袭击了巴吞鲁日（现位于路易斯安那州）圣卡洛斯堡的西班牙驻军，从西班牙人手中夺取了该地区的控制权，宣布脱离西班牙而独立，并自行成立西佛罗里达共和国。与此同时，美国则担心西佛罗里达可能会落入敌对势力手中，因为该地区很大一部分人口此前曾是英国臣民，因此美国决定迅速采取行动，以保障南部边境的安定。1810年10月27日，美国总统詹姆斯·麦迪逊宣告吞并大部分西佛罗里达共和国的领土，声称该地区是路易斯安那购地的一部分，并将其并入新成立的奥尔良领地。虽然共和国的部分支持独立的领导人反对美国这一行动，但在美国的游说和施压下他们的态度最终软化。1810年12月10日，西佛罗里达共和国在巴吞鲁日向美军投降。西佛罗里达共和国仅维持了90天，其领土范围大致上便是现今路易斯安那州的佛罗里达堂区。1810年至1813年间，西属西佛罗里达的领土逐步被美国占领。1812年，美国将西佛罗里达的莫比尔地区并入密西西比领地。同年，一群来自乔治亚州的美国移民得到美国政府的援助，试图推翻东佛罗里达的西班牙殖民政府，但未能成事。。
1810年代，随着美国势力范围继续向南推进，美国与塞米诺尔人之间产生了越来越多摩擦。塞米诺尔人是来自北方战争的美洲原住民难民，于18世纪初移居佛罗里达，塞米诺尔部落积极接纳其他印第安部落（例如奇卡索、乔克托）的逃亡者和逃亡自美国南方的黑奴（这些黑人被称为塞米诺尔黑人），以扩充自己的人口和势力。美国独立后，佐治亚州的美国人经常与塞米诺尔人因边界问题发生冲突。对于美国来说，塞米诺尔人及其黑人同盟对佛罗里达边境地区的骚扰活动，影响了美国白人移民在这一地区的生活，也成为了美国向佛罗里达地区扩张的障碍。1817年，安德鲁·杰克逊将军率兵讨伐塞米诺尔族和克里克族，他向时任美国总统门罗立了个军令状：“给我六十天，我还你一个佛罗里达”。第一次塞米诺尔战争的主战场在斯瓦尼河以西的佛罗里达及其与佐治亚的边界地区，不仅时间很短，而且整体规模不大，这次战争至少造成了约100名塞米诺尔人和黑人的死亡，更多的人则被美国俘获，不少村镇被夷为平地，一些幸存的塞米诺尔人逃到了坦帕湾以及更往南的地区，继续抵抗美国，亦为接下来的战争埋下了伏笔。
与此同时，西班牙在拿破仑战争后国力大不如前，越来越无力支撑佛罗里达的统治，拉丁美洲独立战争亦使西班牙焦头烂额。杰克逊军事行动的成功也让美国坚信西班牙已经无力维持佛罗里达。1818年8月，美国总统门罗派出国务卿约翰·昆西·亚当斯和西班牙在美洲的事务大臣路易斯·德·奥尼斯进行谈判。美国提出将武力占领圣马科斯堡和彭萨科拉归还西班牙，这既是为了避免西班牙和英国结盟反对美国，也为美国以外交方式获得佛罗里达减少了阻力。1819年2月22日，亚当斯和奥尼斯在华盛顿签署《亞當斯—奧尼斯條約》，内容包含对佛罗里达、德克萨斯、俄勒冈等地区的领土处理问题。其中根据条约第二条，西班牙将整个西属佛罗里达（东佛罗里达和西佛罗里达）割让给美国，第一次塞米诺尔战争也就此结束。该条约于1821年生效。1821年3月3日，门罗总统代表美国正式接管东佛罗里达和西佛罗里达，安德鲁·杰克逊则被委任为当地军事指挥官，同时拥有总督的权力。

### 佛罗里达领地时期
1822年3月30日，美国国会将东佛罗里达和西佛罗里达的一部分合并为佛罗里达领地。虽然佛罗里达已经成为了美国的国土，但与当地塞米诺尔人的冲突并未平息，随着越来越多白人移民涌入佛罗里达，严重冲击塞米诺尔人的生存空间，双方之间的矛盾日益凸显。1823年，美国政府和塞米诺尔人签订了《莫尔特里溪条约》，确定了佛罗里达中部的印第安人保留地，有效期20年，七个酋长被允许保留在阿帕拉契科拉河沿岸的村庄，实质上是让塞米诺尔人割让大片佛罗里达土地，被赶到一片狭小贫瘠的保留地中集中管理。1830年，美国国会通过印第安人迁移法案，标志着美国对印第安人的政策从剿抚兼施转向强制迁移。1832年和1833年，美国政府与塞米诺尔人先后签订了《佩恩斯兰丁条约》和《吉布森要塞条约》，该条约要求塞米诺尔人放弃其在佛罗里达的土地，并迁往现今的俄克拉荷马州的印第安领地，条约还要求塞米诺尔人归还部落中庇护的黑奴。一些塞米诺尔人在此时离开，但亦有不少塞米诺尔人选择与政府对抗到底。紧张局势不断升级，1835年的戴德大屠杀引发了第二次塞米诺尔战争。在随后的六年多时间里，尽管塞米诺尔人在战术和人数上处于劣势，但塞米诺尔人有效地利用游击战对美军进行顽强抵抗。战争期间许多塞米诺尔人被杀，还有更多人因迫在眉睫的饥饿而被迫投降并被强制转移，大约有3,000名塞米诺尔人和800名塞米诺尔黑人被迁往印第安领地。到1842年战争结束，仅余几百名塞米诺尔人留在佛罗里达西南部的大沼泽地。

### 加入美利坚联邦
1845年3月3日，就在总统约翰·泰勒卸任前一天，佛罗里达正式加入联邦，成为美国第27个州，和美国其他南部州份一样，佛罗里达州成为一个蓄奴州，不再是逃亡黑奴的庇护所。
1850年代，由于佛罗里达州西南部越来越多的白人移民，再度与该地区的塞米诺尔人爆发冲突。1855年12月，美军人员摧毁了大沼泽地以西的一个塞米诺尔人的香蕉种植园。为报复美军行动，塞米诺尔领袖比利·鲍勒格斯在迈尔斯堡附近发动突袭，引发了一系列报复性突袭和小规模冲突，但没有发生大规模战斗，史称第三次塞米诺尔战争。1858年，比利·鲍勒格斯同意带着大部分部族成员迁往印第安领地，塞米诺尔战争就此结束。为促使塞米诺尔人结束战斗，美国政府除了向愿意离开的塞米诺尔人发放补偿金，并承诺在迁移过程中保证他们的安全。然而，仍然约有200至500名塞米诺尔人选择留在佛罗里达大沼泽地中生活。塞米诺尔战争是所有北美印第安人战争中持续时间最长、成本最高、伤亡最惨重的战争。

### 南北战争时期
19世纪上半叶，由于自动纺纱机在欧美随着工业革命而大规模投入生产，美国南方的庄园纷纷开始由种植蔗糖和烟草改种棉花，相比蔗糖和烟草，棉花对劳动力的需求更大，庄园通过国内市场购买奴隶来满足需求，因此依赖农业经济的南方州份都支持各州有权决定是否保留奴隶制。而北方尤其是中西部和新英格兰地区以工业经济为主，工厂急需大量廉价的自由劳动力，因此废奴主义首先在美国北方兴起，在美国建国之初北方各州已先后立法废除了奴隶制。1850年代，围绕奴隶制扩展至新领土的问题（如《堪萨斯-内布拉斯加法案》）导致南北对立加剧。1860年，反对奴隶制扩展的林肯当选总统，南方担心奴隶制被废除，11个州相继宣布脱离联邦，成立美利坚联盟国。
1861年1月10日，佛罗里达州宣布脱离联邦，声明佛罗里达是“一个主权和独立的国家”。佛罗里达州成为继南卡罗莱纳州、密西西比州之后第三个脱离联邦的南方蓄奴州，并于2月8日加入美利坚联盟国，和联邦政府分道扬镳。但这种分裂国家的行为，对林肯来说是无法接受的，他下决心不惜一切代价维护国家统一。1861年4月，当联盟军炮轰南卡罗来纳州萨姆特堡后，林肯随即对南方展开了坚决的打击，南北战争爆发。
在南北战争期间，美利坚联盟国从佛罗里达获得的军事支援较少；佛罗里达提供了约15,000名士兵被派往各地战场。佛罗里达提供联盟军提供的补给品主要是食盐和牛肉。这在1864年后尤为重要，因为联盟军失去了对密西西比河的控制，而失去了获取得克萨斯州牛肉的渠道。佛罗里达州发生规模最大的战役是1864年2月20日的奥卢斯蒂战役和1865年3月6日的天然桥战役，两场战役均为联盟军的胜利。1865年美利坚联盟国战败，佛罗里达州国会代表团在1868年6月25日重新加入国会，佛州恢复在联邦政府地位。

### 美国重建时期
南北战争的结束标志着南方联盟和美国合法奴隶制的终结，美国进入到重建时期，共和党人掌控的联邦政府试图让南方各州重新加入联邦，并确保新获得自由的非裔美国人的各种权利。重建时期曾为非裔美国人带来了一线希望。随着美国宪法第十三、第十四和第十五修正案的通过，奴隶制被废除，公民权得到保障，黑人也有了选举权。然而，这一进步时期是短暂的，南方白人对黑人的根深蒂固的种族仇恨并未消除，坚持白人优越主义及种族隔离的南方民主党人利用种植园主的经济实力，使用白人私刑、暴力等手段，在共和党政府面临内讧和经济危机之际逐步夺回州政治权力。1876年，白人民主党人在佛罗里达州议会中重新掌权。1877年，随着联邦军队从南方撤出并结束军事管制，重建时期结束。如同南方各州迅速通过的黑人法典，佛罗里达州于1885年制定了一部新的州宪法。1885年至1889年，又通过了一系列倒行逆施的法律，这些法律严格限制了非裔美国人的自由，并建立了强迫劳动、种族隔离和剥夺选举权的制度。

### 19世纪后期的经济发展
佛罗里达在南北战争中并未遭受重大破坏，因此在战后的经济恢复相对迅速。19世纪后期，佛罗里达州因拥有温暖的气候和温和的冬季而成为热门度假胜地，许多豪华酒店在佛州沿海地区像雨后春笋般涌现。佛罗里达还吸引了许多包括富豪和名流在内的人士前来定居，例如托马斯·爱迪生和亨利·福特等，他们在迈尔斯堡地区建造了自己的冬季住宅。
南北战争后，铁路在佛罗里达的发展中起到了关键作用，特别是在沿海地区。由于战争导致的债务，州政府无力扩展铁路网络，此时北方商人看到了佛罗里达的投资机会。1881年，汉密尔顿·迪斯顿以每英亩25美分的价格购买了从奥兰多到奥基乔比湖的400万英亩土地，帮助佛罗里达摆脱债务。1882年，亨利·普兰特开始在佛罗里达建设铁路。1883年，由威廉·达德利·奇普利推动建造的彭萨科拉和大西洋铁路建成，将佛罗里达狭地与全州其他地区连接，使得彭萨科拉港口的货物可以通过铁路运输到全州。1884年，南佛罗里达铁路开始为坦帕和奥兰多提供服务。1890年代初，亨利·普兰特旗下的大部分铁路和蒸汽船业务被合并为普兰特系统，后来成为大西洋海岸线铁路的一部分。由于越来越多游客前往佛罗里达旅行，普兰特还在铁路沿线建造了许多酒店，其中最著名的是耗资近300万美元的坦帕湾酒店，是当时佛罗里达最现代化的酒店。1885年，标准石油公司创始人亨利·弗拉格勒在圣奥古斯丁兴建庞塞德莱昂酒店。为吸引游客到访他的奢华酒店，他又修建了铁路将圣奥古斯丁和代托纳比奇连接到全国铁路网，随后他还开发了度假小镇棕榈滩，并用铁路与其连接。1895年，亨利·弗拉格勒旗下的铁路系统更名为佛罗里达东海岸铁路。1896年3月3日，佛罗里达东海岸铁路建成到劳德代尔堡。1896年4月15日，铁路到达比斯坎湾，即现在的迈阿密市中心所在。到1900年，佛罗里达已有超过3000英里的铁路。
这一时期，柑橘产业成为佛罗里达的重要经济支柱。得益于铁路的快速运输，佛罗里达的柑橘可以迅速运往其他州。1894年冬季，两场霜冻摧毁了该州北部和中部的农作物，而南部的柑橘种植园未受影响，产业继续在南部蓬勃发展，并通过从霜冻中吸取的经验研发了耐寒品种，并在全州范围内重建了柑橘园。畜牧业则集中在佛罗里达中部。此外，佛罗里达出产的雪松木被销往全国各地，这种木材可用于制造铅笔和家具，而树液则可用来生产松节油。在基韦斯特和坦帕湾，雪茄制造成为一大产业，他们将烟草叶卷制成雪茄，然后包装并销往世界各地。由于该行业需要大量熟练的工人，因此大批来自古巴的移民涌入，伊博城成为坦帕的雪茄制造中心。
19世纪末，许多古巴人不愿继续处于西班牙的统治之下，他们逃往佛罗里达但同时仍对古巴保持忠诚。古巴獨立戰爭领袖何塞·马蒂曾前往坦帕争取支持，以帮助古巴摆脱西班牙统治并争取独立。美国在古巴的企业投资了数百万美元，并有许多美国公民居住在那里，美国对古巴的独立斗争格外关注。1898年，以缅因号战列舰访问哈瓦那时爆炸沉没为导火线，美国为了保护其在古巴的公民和企业对西班牙发起了战争，这场战争被称为美西战争。美国军队在古巴作战的同时，佛罗里达的坦帕、杰克逊维尔、费南迪纳比奇、莱克兰、彭萨科拉、基韦斯特和迈阿密等城市被用作美国军队的军事基地。

### 房地产泡沫的产生和破裂
第一次世界大战结束后，随着劳工权益的进步，受过教育的技术工人开始享受带薪假期、养老金和额外福利，这让美国人手上有充裕的资金来投资房地产。同时，汽车逐渐普及成为家庭出行的必备工具，而佛罗里达成为许多人心目中的旅行首选目的地。许多中产阶级家庭选择迁移到佛罗里达，与过去到访佛州的游客不同，这些人更想购买自己的住宅和土地，而非租住度假村和酒店。在咆哮的二十年代由于经济繁荣，如果拥有一份不错的工作，获得信用贷款变得十分容易，一些意识到这种经济变化并想通过出售土地赚钱的土地投机者涌入佛罗里达州，他们以低价购买土地，然后以高价出售。当时在佛罗里达买卖土地的过程十分简单，只需缴付一笔不可退还的订金，剩余款项要求在30天内支付。随着土地价格迅速上涨，许多买家计划在最终付款期限之前出售土地以赚取利润，有时买家甚至根本没有足够资金支付土地全部费用，他们只有足够的钱支付保证金，并寄望于地价持续上涨。
为了吸引各州居民到佛罗里达并投资房地产，佛罗里达州议会通过了禁止州所得税和遗产税的法律。同时，赛马和赛狗活动在佛罗里达州也迅速发展，吸引了许多富豪赌客。1920年代，佛州各地建立许多冬季度假地，例如坦帕湾的戴维斯岛、西南部的那不勒斯和马可岛都是在这个时期开发。此外，卡尔·费舍尔和约翰·柯林斯购买并开发了迈阿密海边土地，迈阿密海滩自此开始发展成为举世闻名的度假胜地。1925年，海岸快线铁路打破了佛罗里达东海岸铁路在佛州东南部的垄断，延伸其货运和客运服务至西棕榈滩，两年后又延伸至迈阿密。
1920年，佛罗里达州的人口有968,470人，1925年人口便增长到了1,263,540人，短短五年内佛罗里达州的人口增长了逾30%。人口增长带来的房屋需求过热导致租金飞涨，加上投机者的炒卖房地产行为，使佛州房价物价飙涨，许多迁居佛罗里达的美国人发觉他们已无法负担在此生活。1925年10月，鉴于建筑材料需求已经严重影响到其他民生必需品的运输，在佛州营运的海岸快线铁路、佛罗里达东海岸铁路、大西洋海岸线铁路宣布禁运措施，暂停建筑材料运输业务，只允许食品、燃料、易腐烂物品和其他民生必需品经由铁路运输。于是，这场房地产泡沫如同开始时那样迅速地破裂，市场上突然间出现了成千上万英亩的高价土地却无人问津。1926年迈阿密飓风和1928年奥基乔比飓风对南佛罗里达地区造成灾难性的破坏，进一步将佛罗里达经济推向低谷，使其在1929年华尔街股灾引发全国经济大萧条之前的四年就提前进入了“佛罗里达大萧条”。

### 大萧条与罗斯福新政
尽管1920年代初佛罗里达州经济曾繁荣一时，但随着房地产泡沫的结束，经济开始走下坡路。两场严重的飓风摧毁了南佛罗里达的大部分地区，并造成严重伤亡。接下来的灾难是1929年的地中海果蝇疫情，它最初在奥兰多附近的一个葡萄柚果园中爆发，这些昆虫迅速传播到全州柑橘种植园，摧毁了大部分柑橘作物，这对佛罗里达州经济又是一大打击。同年，全国进入了经济萧条时期，许多银行关闭使人民失去了积蓄，无法负担住房费用或购买食物，导致大量企业倒闭、失业率飙升。大萧条初期，佛罗里达州政府对民众的帮助非常有限，四分之一的佛罗里达人依赖联邦政府的救济金生活。
1933年，富兰克林·德拉诺·罗斯福就任美国总统，向美国人承诺推行新政以恢复经济。新政包括了一系列帮助国家和人民重新立足的计划，其中一个项目是平民保育团（CCC），招募来自全国各地的年轻失业男性，参与联邦、各州与地方政府的自然资源保育工作，他们通过工作换取食物和衣物，其薪水则寄回家中帮助家庭。约有40,000名佛罗里达人参与了平民保育团项目。平民保育团在佛州的任务包括砍伐数百万棵树以建立森林防火带，还在佛州各地种植了1,300万棵树，并建立了许多州立公园和野生动物保护区。他们并且协助佛罗里达东海岸铁路公司重建了连接迈阿密和基韦斯特、于1935年被飓风摧毁的海上铁路，重建工作于1938年完成，助力基韦斯特重新振兴旅游业。
在新政时期，佛罗里达州的私人企业开始重新发展，银行业务亦逐渐恢复。商业大亨阿尔弗雷德·杜邦拥有的佛罗里达国家银行成功度过了难关，随后收购了州内多家银行，成为佛州规模最大的银行之一。他还购买了大片林地，用以发展佛罗里达州的造纸工业。柑橘产业亦重新得到发展，向全国其他地区供应水果。到1939年，美国国家航空、东方航空、泛美航空已在佛罗里达州开通航班。由于新道路的建设、企业的发展和航班的开通，旅游业重新繁荣起来。1930年代末，美国逐渐走出经济大萧条。

### 第二次世界大战时期
1941年，美国正式加入第二次世界大战。由于佛罗里达州气候温暖且有大量空置土地，非常适合建设军事基地和训练士兵，当地气候条件和平坦地形使其成为特别适合飞行员训练的地方。二战期间，佛州的军事设施数目迅速增长，拥有一共172个大大小小的军事基地，其中两个大型基地是位于克莱县的布兰丁营和杰克逊维尔海军航空站。事实上，布兰丁营在二战期间相当于佛罗里达州的第四大城市，总面积达18万英亩，容纳了55,000名士兵。此外，基韦斯特海军航空站、德鲁陆军航空站、麦克迪尔空军基地、埃格林空军基地以及彭萨科拉海军航空基地也相继启用，另外还有两个规模较小的索普乔比精确轰炸靶场和伊莫卡利陆军航空基地。到1940年代中期，全州共有40个空军基地为军人提供训练。
1942年，佛罗里达的美军训练设施开始不敷人员增长，促使军方接管了许多酒店设施，包括圣彼得堡的唐塞萨尔酒店、好莱坞的好莱坞海滩酒店、棕榈滩的浪花酒店、科勒尔盖布尔斯的比尔特莫酒店，以及全州几百家酒店和汽车旅馆。有些地方被用作军营，另一些则被用作为从海外送回的伤兵设立的临时医院。
虽然二战主要战场距离佛罗里达州十分遥远，但德国U型潜艇利用了美国情报部门的失误，曾经在佛罗里达附近的大西洋和墨西哥湾海域多次出没，击沉了超过24艘船只。1942年2月底，德国潜艇在佛罗里达东海岸卡纳维拉尔角附近袭击了四艘商船。德国间谍还曾经在杰克逊维尔附近的庞特韦德拉海滩登陆，但他们在企图破坏佛罗里达的铁路以阻止军事物资运输之前就被捕获。
第二次世界大战带来了美国历史上最大的经济增长，并为佛罗里达注入了大量资金，使得该州得以摆脱大萧条的阴影，来自政府的订单协助重建了佛罗里达的制造业、农业、旅游业。随着工业的重建，大量工作机会涌现，但由于大多数男性都在军队中服役，从而为女性提供了工作机会，事实证明她们也能胜任男性的工作，许多女性在造船厂和军事基地工作。在佛罗里达无数的种植园里，女性接管了男性留下的工作，当时有四分之一的农场工人是女性。期间，佛罗里达的柑橘业蓬勃发展，产业规模在1942年首次超过加利福尼亚州，成为全国第一。
1939年，佛州被描述为“仍然在很大程度上是一个空旷的州份”。在1940年它仍是人口最少的南方州，仅在全美排名第27位，但这场战争短短几年内就改变了佛罗里达州的城市面貌。战争期间，基韦斯特和迈阿密的人口激增。1940年，基韦斯特是一个仅有13,000人口的小城市，但五年内其人口增长到45,000人，迈阿密的人口从173,000人增加到325,000人以上。由于军队人员和冬季游客的涌入，迈阿密地区迅速扩张。佛罗里达州不再是一个人口稀少的南方州，成千上万的人因战争来到佛罗里达并决定定居于此。到1950年，该州人口增长到大约275万人。在战争期间美国总人口增长了15%，但佛罗里达州的人口增长达到46%。

### 二十世纪的民权运动
民权运动起源于黑人（非裔美国人）未能像白人一样享有公平和平等的待遇。即使在南北总统结束后，林肯总统解放了奴隶，但黑人仍经历了漫长而艰难的斗争才争取真正的平等。1909年，全国有色人种协进会（NAACP）成立，致力通过法律行动和宣传，努力争取平等权利并结束种族歧视。第二次世界大战期间，其中一个重点是制止纳粹德国对犹太人的种族歧视和迫害。佛罗里达NAACP发起了一项名为“双重胜利”（Double V）的运动：在海外战胜种族主义，也在国内战胜种族主义，该运动引导佛罗里达聚焦南方的种族隔离政策。战争结束后，佛罗里达州议员提出了公共学校最低基础计划（Minimum Foundations Program），当时种族隔离迫使黑人和白人上不同的学校，而黑人儿童的教育质量通常不如白人，该计划有两个目标：首先，该计划旨在提高佛罗里达州教育系统的水平，使该州在吸引新企业方面更具竞争力，从而创造更多就业机会并促进经济增长。其次，该计划旨在升级州内的黑人学校，以免联邦法院指控该州存在不公平、不平等的公共教育系统。
一些白人团体反对变革，不希望黑人获得平等权利。1950年12月24日，因为在布里瓦德县成立NAACP分会并推动黑人注册选民，哈里·摩尔和妻子被怀疑三K党的成员谋杀，尽管由联邦调查局主持的调查揭露了由地方官员、警察和三K党成员千丝万缕的关系，相互勾结以压制黑人的权利，但执法部门最终因证据不足未采取任何法律行动，谋杀案的真凶也从未被审判。1954年，美国联邦最高法院宣布公立学校实行的种族隔离行为违宪，此决定为佛罗里达民权运动带来了巨大变化。1956年，两名黑人女性因在塔拉哈西的一辆公共汽车上坐在前排而非后排座位而被捕，这一事件引发了非裔社区的多次抗议活动。1956年至1957年，佛罗里达农工大学的学生仿效联合抵制蒙哥马利公车运动，在塔拉哈西组织了一场公共汽车抵制行动，成功推翻了公共汽车的种族隔离政策。一系列的抗争运动推动了许多法律和政策的修订，按种族分开的饮水机、厕所、餐厅座位和酒店房间开始消失。1964年，马丁·路德·金访问了佛罗里达，他提倡和平抗议并组织了游行抗议团体。这些游行引发了许多暴力冲突和对抗，但最终为更多的游行铺平了道路。最终，美国通过了一项法律——1964年民权法案，该法案禁止基于种族、肤色、宗教、性别或国籍的歧视，涵盖了教育、就业、公共场所和投票等多个领域。
1960年代，佛罗里达的大型西班牙裔社区也为争取平等权利而努力。他们推动更高的教育水平，并积极参与政治和政府事务。1979年，罗伯特·马丁内斯成为坦帕市市长，并于1987年成为佛罗里达州第一位西班牙裔州长。

### 外来移民重塑人口结构
1959年古巴革命后，卡斯特罗共产主义政权的建立引发了大规模移民，成千上万的古巴人通过自由航班和马列尔事件等途径来到佛罗里达，使迈阿密迅速发展为古巴侨民的文化和经济中心。联邦政府利用位于迈阿密市中心的自由塔为古巴人办理证件、提供医疗和牙科服务，因此自由塔也被称为“南方的埃利斯岛”。
除古巴人外，其他拉丁美洲国家的移民也对佛罗里达的人口构成产生了重要影响。20世纪下半叶，许多尼加拉瓜人、萨尔瓦多人和危地马拉人因内乱和经济困难纷纷迁至佛罗里达。此外，20世纪80年代后期，不少哥伦比亚人因毒品暴力和经济衰退而移居迈阿密，形成了强大的社区网络。2010年代至今，委内瑞拉人因国内经济危机和政治动荡大批移民佛罗里达，特别是南佛罗里达地区。与此同时，波多黎各居民作为美国公民，因不受移民限制，许多人因自然灾害（如2017年的飓风玛丽亚）和经济困难迁至佛罗里达。
这些移民不仅重塑了佛罗里达的人口结构，还显著推动了人口增长。根据2010年的人口普查数据，佛罗里达的人口已超过1800万，并在随后十年间持续增长。移民为佛罗里达带来了年轻劳动力和创业精神，促进了经济发展。同时，移民社区的文化多样性使佛罗里达成为多元文化融合的重要代表，也推动了城市基础设施和服务的扩展，以适应不断增长的人口需求。这些影响使佛罗里达成为美国东南部人口增长最快的州之一。

## 地理

佛罗里达地势低平且大部分为平原，从此地形图可见一斑。

佛罗里达州大部分土地位于墨西哥湾、大西洋和佛罗里达海峡之间的一个佛罗里达半岛上。该州跨越两个时区，西北部沿着墨西哥湾北部向佛罗里达狭地延伸。佛罗里达北部与佐治亚州和亚拉巴马州接壤，在狭地的西端与亚拉巴马州接壤。佛罗里达州是美国唯一一个同时与大西洋和墨西哥湾接壤的州，也是美国本土48个州中最南端的州份。佛罗里达位于巴哈马以西，距古巴仅90英里（140公里）。在密西西比河以东的州份中，佛罗里达是面积最大的州份之一，若将水域面积计算在内仅次于阿拉斯加州和密歇根州。佛罗里达在大西洋上水域边界为离岸3海里（3.5英里，或5.6公里），在墨西哥湾上的水域边界为离岸9海里（10英里，或17公里）。
佛罗里达州的最高点是海拔345英尺（105米）的布里顿山，是美国各州中海拔最低的最高点。佛罗里达北部的地势比南部更高，奥兰多以南的大部分地区海拔较低且地势平坦。佛罗里达的许多地方，尤其是沿海地区如克利尔沃特，有一些海拔约50至100英尺（15至30米）的岬角。佛罗里达中部和北部在距离海岸线约25英里（40公里）以远的一些地区，地势呈起伏状，海拔范围为100至250英尺（30至76米）。位于佛罗里达半岛（薩旺尼河以东和以南）最高点是位于莱克县的塔糖山，海拔312英尺（95米）。平均而言，佛罗里达是美国地势最平坦的州份。
佛罗里达最大的湖泊是奥基乔比湖，是美国第十大的天然淡水湖泊，也是美国本土仅次于密歇根湖的在单一州份内的第二大天然淡水湖。佛罗里达最长的河流是圣约翰河，全长310英里（500公里），其从南佛罗里达的源头到杰克逊维尔河口的高差不到30英尺（9.1米）。

### 气候
佛罗里达州三面环海，其气候受海洋影响较大。奥基乔比湖以北地区的主要气候是湿润亚热带气候（柯本：Cfa），而湖泊以南地区（包括佛罗里达群岛）属于典型的热带气候（柯本：Aw、Am 和 Af）。七月下旬的平均最高气温主要在90°F左右（32~34°C）。一月上旬至中旬的平均最低气温在佛罗里达北部主要在40°F左右（4~7°C），而在迈阿密以南地区则高于60°F左右（16°C）。佛罗里达的日均气温为71.6°F（21.5°C），是气候最温暖的美国州份。
夏季时佛州的最高气温很少超过100°F（37.8°C）。冬季时通常最低气温为30°F（-1~4°C）左右，这些气温通常每年只会在佛罗里达北部和中部持续几天时间。佛罗里达南部很少降到冰点以下。佛罗里达有记录以来的最高气温为109°F（43°C），于1931年6月29日在蒙蒂塞洛创下；有记录以来的最低气温为-2°F（-19°C），于1899年2月13日在塔拉哈西出现。
由于其亚热带和热带气候，佛罗里达很少出现可测量的降雪。在极少数情况下，高湿度环境和低温的结合可能会导致北部地区如杰克逊维尔、盖恩斯维尔或彭萨科拉出现降雪。相比之下，霜冻比雪更为常见，有时会在佛罗里达狭地出现。根据美国农业部植物耐寒区的划分，佛州的耐寒区包括从内陆西部佛罗里达狭地的8a区（不低于10°F（-12°C））到佛罗里达群岛南部的11b区（不低于45°F（7°C））。雾也会在整个佛罗里达州范围内出现。
| 佛罗里达州各城市的平均最高和最低气温 |       |       |       |       |       |       |       |       |       |       |        |        |
| °F                                   | 一月  | 二月  | 三月  | 四月  | 五月  | 六月  | 七月  | 八月  | 九月  | 十月  | 十一月 | 十二月 |
| 杰克逊维尔                           | 65/42 | 68/45 | 74/50 | 79/55 | 86/63 | 90/70 | 92/73 | 91/73 | 87/69 | 80/61 | 74/51  | 67/44  |
| 迈阿密                               | 76/60 | 78/62 | 80/65 | 83/68 | 87/73 | 89/76 | 91/77 | 91/77 | 89/76 | 86/73 | 82/68  | 78/63  |
| 奥兰多                               | 71/49 | 74/52 | 78/56 | 83/60 | 88/66 | 91/72 | 92/74 | 92/74 | 90/73 | 85/66 | 78/59  | 73/52  |
| 彭萨科拉                             | 61/43 | 64/46 | 70/51 | 76/58 | 84/66 | 89/72 | 90/74 | 90/74 | 87/70 | 80/60 | 70/50  | 63/45  |
| 塔拉哈西                             | 64/39 | 68/42 | 74/47 | 80/52 | 87/62 | 91/70 | 92/72 | 92/72 | 89/68 | 82/57 | 73/48  | 66/41  |
| 坦帕                                 | 70/51 | 73/54 | 77/58 | 81/62 | 88/69 | 90/74 | 90/75 | 91/76 | 89/74 | 85/67 | 78/60  | 72/54  |

| °C         | 一月  | 二月  | 三月  | 四月  | 五月  | 六月  | 七月  | 八月  | 九月  | 十月  | 十一月 | 十二月 |
| 杰克逊维尔 | 18/6  | 20/7  | 23/10 | 26/13 | 30/17 | 32/21 | 33/23 | 33/23 | 31/21 | 27/16 | 23/11  | 19/7   |
| 迈阿密     | 24/16 | 26/17 | 27/18 | 28/20 | 31/23 | 32/24 | 33/25 | 33/25 | 32/24 | 30/23 | 28/20  | 26/17  |
| 奥兰多     | 22/9  | 23/11 | 26/13 | 28/16 | 31/19 | 33/22 | 33/23 | 33/23 | 32/23 | 29/19 | 26/15  | 23/11  |
| 彭萨科拉   | 16/6  | 18/8  | 21/11 | 24/14 | 29/19 | 32/22 | 32/23 | 32/23 | 31/21 | 27/16 | 21/10  | 17/7   |
| 塔拉哈西   | 18/4  | 20/6  | 23/8  | 27/11 | 31/17 | 33/21 | 33/22 | 33/22 | 32/20 | 28/14 | 23/9   | 19/5   |
| 坦帕       | 21/11 | 23/12 | 25/14 | 27/17 | 31/21 | 32/23 | 32/24 | 33/24 | 32/23 | 29/19 | 26/16  | 22/12  |

佛罗里达州的昵称是“阳光之州”，包括奥兰多和杰克逊维尔在内的东部地区每年可获得2400到2800小时的日照，州内其他地区（包括迈阿密）每年可获得2800到3200小时的日照。佛罗里达的平均降水量是美国最高的几个州份之一，这在很大程度上是因为从晚春到初秋，州内大部分地区常有午后雷暴，严重的雷暴通常伴有冰雹。佛罗里达中部被称为美国的闪电之都，因为该地区发生闪电次数比全国任何其他地方都多。。按单位面积计算，佛罗里达州的龙卷风数量上位居美国第一（包括海龙卷），但它们通常不会达到中西部和大平原龙卷风的强度。
在每年从6月1日到11月30日的大西洋飓风季，尤其是在8月至10月期间，热带气旋都会对佛罗里达构成严重威胁。因其海岸线长且毗邻副热带或热带水域，佛罗里达州是美国最容易受飓风影响的州。在袭击美国的四级或更高级别的飓风之中，有83%在佛罗里达州或德克萨斯州登陆。从1851年至2006年，佛罗里达遭受了114次飓风，其中37次是萨菲尔-辛普森飓风风力等级中的三级及以上飓风在一个飓风季节中，佛罗里达不受至少一次热带风暴影响的情况是非常罕见的。。1992年，佛罗里达州发生了当时美国历史上损失最为惨重的天气灾害——飓风安德鲁。安德鲁于1992年8月登陆佛罗里达，造成超过250亿美元的损失；这一记录保持到2005年才被飓风卡特里娜超越。

### 动物
佛罗里达州拥有多样化的野生动物，包括：

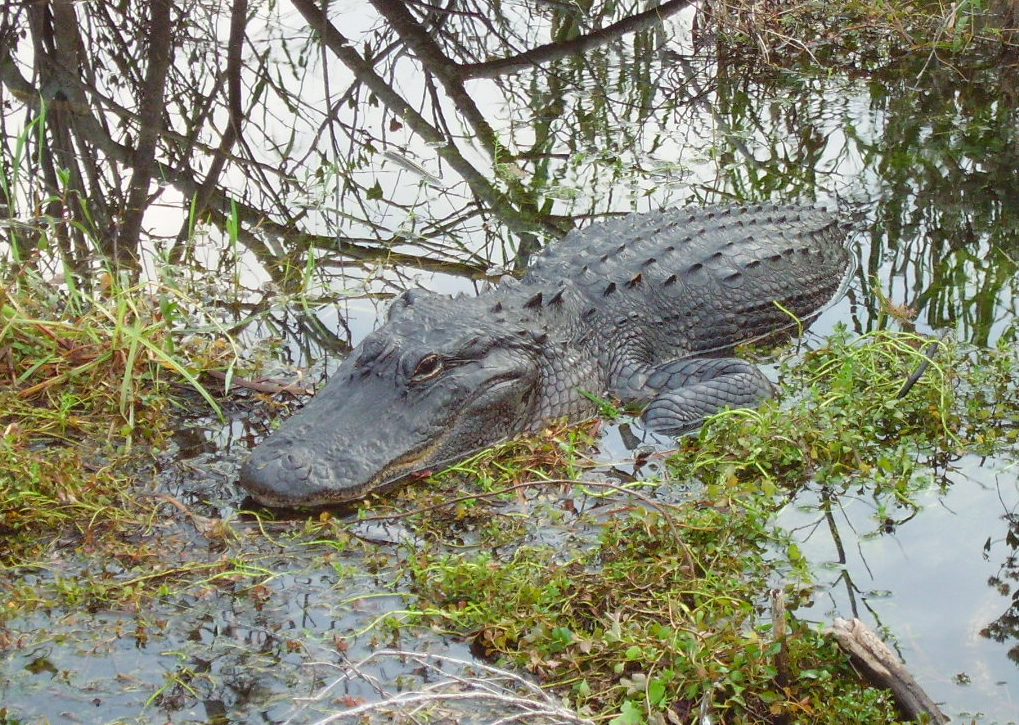
一只位于大沼泽地的美国短吻鳄

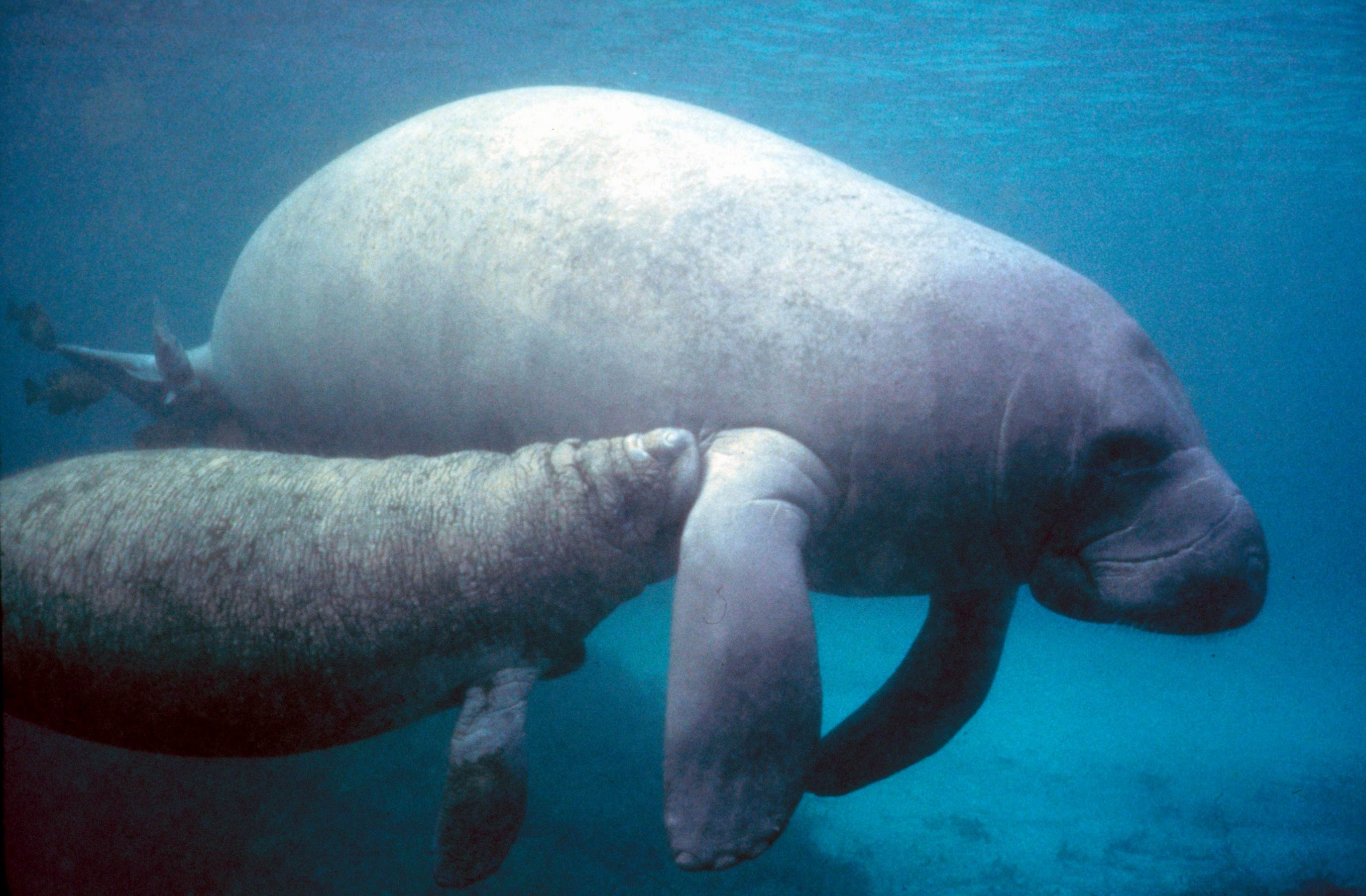
西印度海牛

- 海洋哺乳动物：宽吻海豚、短肢领航鲸、北大西洋露脊鲸、西印度海牛
- 哺乳动物：佛罗里达美洲狮、北美水獭、水貂、東部棉尾兔、泽兔（英语：Marsh rabbit）、浣熊、条纹臭鼬、松鼠、白尾鹿、礁鹿（英语：Key deer）、美洲短尾猫、赤狐、灰狐、郊狼、野猪、佛罗里达黑熊（英语：Florida black bear）、九带犰狳、北美负鼠
- 爬行动物：东部菱背响尾蛇、侏响尾蛇（英语：Sistrurus miliarius barbouri）、佛州穴龟、绿蠵龟和棱皮龟[82]、沙氏變色蜥和森王蛇。截至2012年，佛罗里达约有100万条美国短吻鳄和1,500条美洲鳄[83]。
- 鸟类：游隼[84]、秃鹰、美洲火烈鸟[85]、卡拉卡拉鹰、蜗鸢（英语：Snail kite）、鹗、白鹈鹕和褐鹈鹕、海鸥、鸣鹤和沙丘鹤、红鹮、美洲白鹮，以及佛罗里达州独有的佛罗里达丛鸦[86]。同时，佛罗里达州也是许多北美东部鸟类的过冬地。由于气候暖化，一些原本栖息在北方较冷地区的新物种以少量形式出现在佛罗里达州北部，包括雪鸮、雪鹀、花脸鸭和刀嘴海雀[87]。
- 无脊椎动物：木匠蚂蚁、白蚁、美洲大蠊、非洲化蜜蜂、迈阿密蓝蝶（英语：Miami blue）和灰螳螂（英语：Gonatista grisea）。

佛罗里达州还栖息着超过1,500种非本地动物物种。一些外来物种包括缅甸蟒、绿鬣蜥、高冠变色龙、阿根廷黑白泰加蜥蜴、孔雀鲈、高眼丽体鱼、狮子鱼、白鼻浣熊、猕猴、长尾黑颚猴、古巴树蛙、甘蔗蟾蜍、蓝孔雀、和尚鹦鹉和黄雀鹦鹉等。其中一些外来物种不会对本地物种造成威胁，但部分物种会过度捕食本地物种，对佛罗里达的生态系统构成了威胁。

### 植物
佛州拥有超过26,000平方英里（67,000平方公里）的森林，覆盖了该州约一半的土地面积。佛罗里达州有大约3000种野花。，植物多样性在美国各州位列第三名，仅次于加利福尼亚州和德克萨斯州。作为佛州象征之一的椰子树沿着海岸线广泛自然生长，在东海岸从基韦斯特至朱庇特湾口，而在西海岸则从马可岛至萨拉索塔；许多位于佛罗里达礁岛群的珊瑚岛上亦拥有密密麻麻的椰子树，这些椰子树是由海流携带的椰子发芽而成的。而人工种植的椰子树则遍布从南佛罗里达北部到东海岸的可可比奇，以及西海岸的坦帕湾区。
沿着佛罗里达州的东海岸线，可可比奇以南沿岸主要是红树林，圣奥古斯丁以北沿岸主要是盐沼地，而圣奥古斯丁到可可比奇之间的海岸则根据每年的天气状况在这两者之间来回变化。佛罗里达州的红树林是北美最广泛的红树林生态系统之一，百分之九十的红树林分布在南佛州的柯里尔县、李县、迈阿密-戴德县和门罗县。在1981年，佛罗里达州的红树林植物群落估计覆盖了430,000~540,000英亩（1,700~2,200平方公里}。佛州红树林分为三种主要类型：红树、黑红树和白红树。它们生长在咸水与淡水交汇的恶劣环境中，不仅为各种海洋生物提供栖息地，包括鱼类、甲壳类和鸟类，还起到保护海岸线、减少侵蚀和防洪屏障的作用。每年春夏开花，秋季产生胚轴，为其繁殖和扩展提供保障。近年来，佛州红树林面临气候变化、开发和污染等威胁，修复及保护红树林生态系统越趋受到重视。

### 珊瑚礁

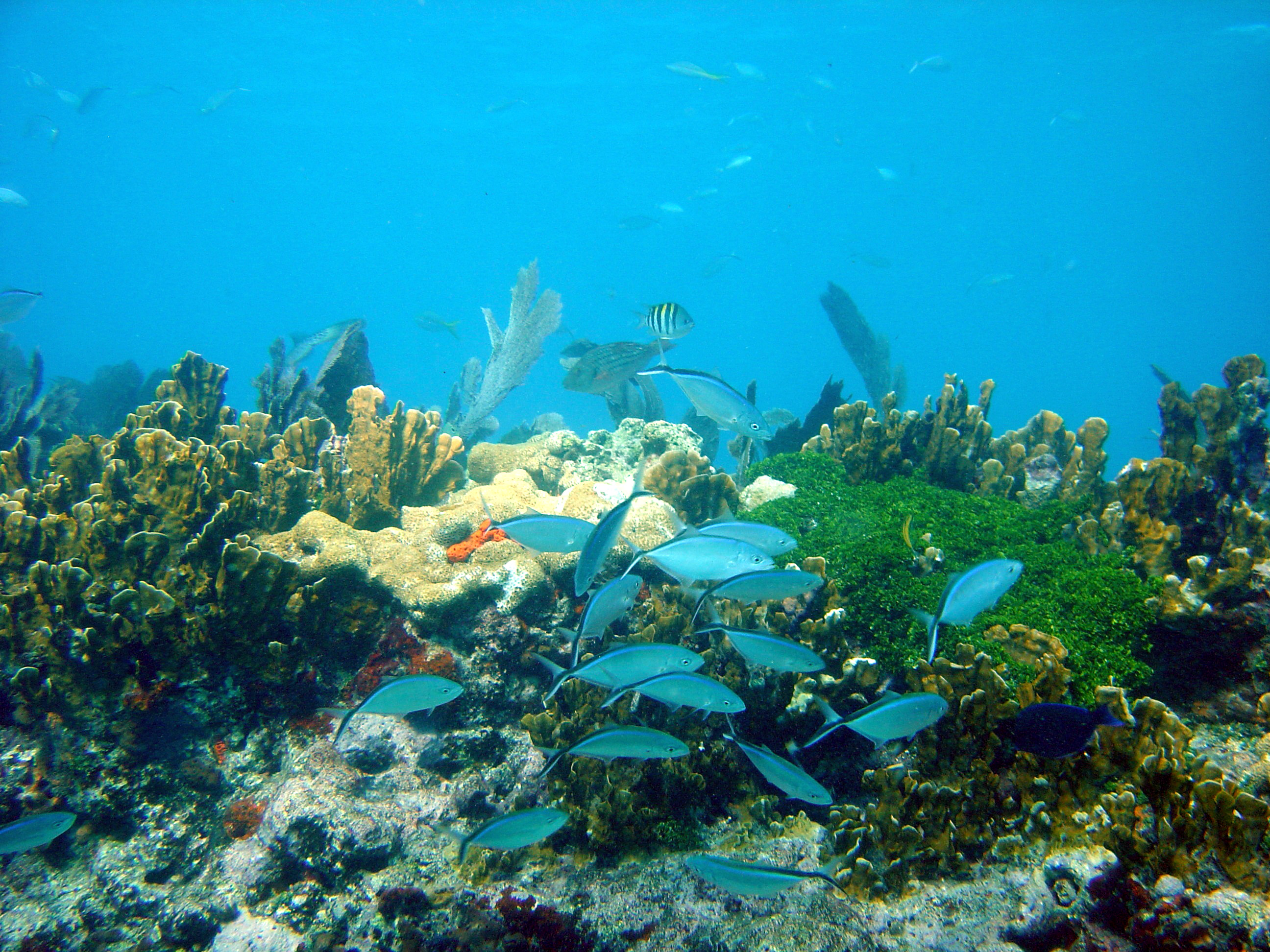
约翰·彭尼坎普珊瑚礁州立公园（拉哥岛附近）的鱼类和珊瑚

佛罗里达珊瑚礁是美国本土唯一的活珊瑚礁群，也是世界第三大仅次于大堡礁和伯利兹堡礁的珊瑚礁。大部分珊瑚礁位于佛罗里达礁岛群的约翰·彭尼坎普珊瑚礁州立公园内，该公园是美国第一个海岸公园，公园内有大量热带植被、海洋生物和海鸟。佛罗里达珊瑚礁还延伸至其他公园和保护区，包括干龟岛国家公园、比斯坎国家公园和佛罗里达礁岛群国家海洋保护区。佛罗里达珊瑚礁上生活着约1,400种海洋动植物，包括超过40种硬珊瑚和500种鱼类佛罗里达珊瑚礁作为一种脆弱的生态系统，近年面临许多威胁，包括过度捕捞、海洋中的塑料废物、珊瑚白化、海平面上升以及海面温度的变化。

### 地质
佛罗里达半岛是一片覆盖于基岩之上的多孔岩溶高原，被称为佛罗里达台地，其地质结构以石灰岩为主。这片石灰岩上层覆盖着沙质土壤，这些土壤是数百万年来随着全球海平面上升和下降形成的古代海滩沉积物。美国最大的钾盐矿床和磷矿储量都位于佛罗里达州，其中大部分磷矿集中在骨谷地区。
佛罗里达州还拥有广泛的地下洞穴、天坑和泉水系统，佛州的河流大多与这些地下水系统相连，为佛州居民提供了日常所需的大部分水源。在上一个冰河时期间，由于海平面下降和气候干燥，佛罗里达半岛的范围曾显著扩大，成为一片以温带草原、疏林草原和灌丛为主的地貌。虽然天坑遍布全州，但近代出现的天坑大多数集中在佛州中西部地区，这些天坑的形成与当地地质特征密切相关。例如，1981年形成的著名温特帕克天坑，直径约350英尺（107米），深度约75英尺（23米），如今已成为一个湖泊。。
佛州最重要的河流是圣约翰河，它是佛州最长的河流，全长约500公里，从中部向北流入大西洋。此外，埃康洛克哈奇河是圣约翰河的一条主要支流，作为一条黑水河，它流经奥西欧拉县、橙县和塞米诺尔县。这些河流穿越湿地、森林和草地，为多种野生动植物提供栖息地。佛罗里达的大沼泽地国家公园覆盖面积达1,509,000英亩（6,110平方公里），横跨迈阿密-戴德县、门罗县和柯里尔县。这片区域是一条极为宽广、流速缓慢的河流系统。
由于佛州远离主要的构造板块边界，这一地理特点使佛州成为美国地震风险最低的地区之一。然而，州内仍记录过少量轻微地震，主要集中在19世纪末和20世纪初。这些地震大多震级较低，通常不足以对建筑物或居民造成显著影响。由于地震风险低，佛罗里达的建筑法规和居民生活方式很少考虑地震因素，这也是该州吸引人口迁移和发展的优势之一。

### 行政區劃
| 中文县名                   | 英文县名                | 县治/驻地中文名称       | 县治/驻地英文名称       | 名称由来                                                                       |
| 西佛罗里达地区（7个县）    | 西佛罗里达地区（7个县） | 西佛罗里达地区（7个县） | 西佛罗里达地区（7个县） | 西佛罗里达地区（7个县）                                                        |
| -------------------------- | ----------------------- | ----------------------- | ----------------------- | ------------------------------------------------------------------------------ |
| 贝                         | Bay                     | 巴拿马城                | Panama City             | 县名以圣安德鲁斯湾得名；驻地以巴拿马首都巴拿马城得名                           |
| 埃斯坎比亚                 | Escambia                | 彭萨科拉                | Pensacola               | 驻地以土著部落得名                                                             |
| 霍姆斯                     | Holmes                  | 博尼费                  | Bonifay                 | 县名以霍姆斯溪或人名得名；驻地以人名（法译）得名                               |
| 奥卡卢萨                   | Okaloosa                | 克雷斯特韦              | Crestview               | 县名以土著语得名                                                               |
| 圣罗莎                     | Santa Rosa              | 米尔顿                  | Milton                  | 县名以圣罗莎岛得名，源于人名；驻地以人名得名                                   |
| 沃尔顿                     | Walton                  | 德芬阿克泉              | DeFuniak Springs        | 县名以人名得名；驻地以德芬阿克湖得名                                           |
| 华盛顿                     | Washington              | 奇普利                  | Chipley                 | 县名和驻地均以人名得名                                                         |
| 阿巴拉契地区（9个县）      |                         |                         |                         |                                                                                |
| 卡尔洪                     | Calhoun                 | 布朗斯顿                | Blountstown             | 县名以人名得名；驻地以人名布朗特得名                                           |
| 富兰克林                   | Franklin                | 阿巴拉契科拉            | Apalachicola            | 县名以人名得名；驻地源于土著语                                                 |
| 加兹登                     | Gadsden                 | 昆西                    | Quincy                  | 县名和驻地均以人名得名                                                         |
| 格尔夫                     | Gulf                    | 圣乔港                  | Port St. Joe            | 县名以墨西哥湾得名；驻地以圣约瑟夫湾得名                                       |
| 杰克逊                     | Jackson                 | 玛丽安娜                | Marianna                | 县名以人名得名；驻地以人名玛丽和安娜得名                                       |
| 杰斐逊                     | Jefferson               | 蒙蒂塞洛                | Monticello              | 县名以人名得名；驻地以蒙蒂塞洛庄园得名                                         |
| 利昂                       | Leon                    | 塔拉哈西                | Tallahassee             | 县名以人名得名；驻地以土著语得名                                               |
| 利伯蒂                     | Liberty                 | 布里斯托尔              | Bristol                 | -                                                                              |
| 沃库拉                     | Wakulla                 | 克劳福德维尔            | Crawfordville           | 县名以沃库拉河得名                                                             |
| 中北佛罗里达地区（12个县） |                         |                         |                         |                                                                                |
| 阿拉楚阿                   | Alachua                 | 盖恩斯维尔              | Gainesville             | 驻地以人名盖恩斯得名                                                           |
| 布拉德福德                 | Bradford                | 斯塔克                  | Starke                  | 县名和驻地均以人名得名                                                         |
| 哥伦比亚                   | Columbia                | 莱克城                  | Lake City               | 县名以人名哥伦布得名                                                           |
| 迪克西                     | Dixie                   | 克罗斯城                | Cross City              | 县名为美国南部俗称                                                             |
| 吉尔克里斯特               | Gilchrist               | 特伦顿                  | Trenton                 | 县名以人名得名                                                                 |
| 哈密尔顿                   | Hamilton                | 贾斯帕                  | Jasper                  | 县名和驻地均以人名得名                                                         |
| 拉斐特                     | Lafayette               | 梅奥                    | Mayo                    | 县名以拉费耶特侯爵得名                                                         |
| 莱维                       | Levy                    | 布朗森                  | Bronson                 | 县名和驻地均以人名得名                                                         |
| 麦迪逊                     | Madison                 | 麦迪逊                  | Madison                 | 县名以人名得名                                                                 |
| 萨旺尼                     | Suwannee                | 利夫奥克                | Live Oak                | 县名以萨旺尼河得名                                                             |
| 泰勒                       | Taylor                  | 佩里                    | Perry                   | 县名和驻地均以人名得名                                                         |
| 尤宁                       | Union                   | 莱克巴特勒              | Lake Butler             | 驻地以巴特勒湖得名                                                             |
| 东北佛罗里达地区（7个县）  |                         |                         |                         |                                                                                |
| 贝克                       | Baker                   | 麦克伦尼                | Macclenny               | 县名和驻地均以人名得名                                                         |
| 克莱                       | Clay                    | 格林科夫斯普林斯        | Green Cove Springs      | 县名以人名得名；驻地以圣约翰河得名                                             |
| 杜瓦尔                     | Duval                   | 杰克逊维尔              | Jacksonville            | 县名以人名得名；县市合并                                                       |
| 弗拉格勒                   | Flagler                 | 邦内尔                  | Bunnell                 | 县名和驻地均以人名得名                                                         |
| 拿骚                       | Nassau                  | 费南迪纳比奇            | Fernandina Beach        | 县名以德国拿骚公国得名；驻地以国王费迪南德七世得名                             |
| 帕特南                     | Putnam                  | 帕拉特卡                | Palatka                 | 县名以人名得名；驻地以土著语得名                                               |
| 圣约翰                     | St. Johns               | 圣奥古斯丁              | St. Augustine           | 县名以圣约翰河得名；驻地以宗教人名得名                                         |
| 中东佛罗里达地区 （8个县） |                         |                         |                         |                                                                                |
| 布里瓦德                   | Brevard                 | 泰特斯维尔              | Titusville              | 县名以人名得名；驻地以人名泰特斯得名                                           |
| 莱克                       | Lake                    | 塔瓦雷斯                | Tavares                 | 驻地以人名得名                                                                 |
| 马里恩                     | Marion                  | 奥卡拉                  | Ocala                   | 县名以人名得名 驻地以土著语得名                                                |
| 橙                         | Orange                  | 奥兰多                  | Orlando                 | 县名以当地特产得名、驻地以人名得名                                             |
| 奥西奥拉                   | Osceola                 | 基西米                  | Kissimmee               | 县名以土著人名得名；驻地以土著语得名                                           |
| 塞米诺尔                   | Seminole                | 桑福德                  | Sanford                 | 县名以土著部落得名；驻地以人名得名                                             |
| 萨姆特                     | Sumter                  | 布什内尔                | Bushnell                | 县名、驻地均以人名得名                                                         |
| 沃卢夏                     | Volusia                 | 德兰                    | DeLand (De Land)        | 县名以辖内城镇沃卢夏得名                                                       |
| 中佛罗里达地区（5个县）    |                         |                         |                         |                                                                                |
| 迪索托                     | DeSoto                  | 阿卡迪亚                | Arcadia                 | 县名以人名德索托得名；驻地以人名阿尔卡迪亚得名                                 |
| 哈迪                       | Hardee                  | 沃楚拉                  | Wauchula                | 县名以人名得名                                                                 |
| 海兰兹                     | Highlands               | 锡布灵                  | Sebring                 | 驻地以人名得名                                                                 |
| 奥基乔比                   | Okeechobee              | 奥基乔比                | Okeechobee              | 县名以奥基乔比湖得名，源于土著语                                               |
| 波克                       | Polk                    | 巴托                    | Bartow                  | 县名、驻地均以人名得名                                                         |
| 坦帕湾地区（6个县）        |                         |                         |                         |                                                                                |
| 锡特勒斯                   | Citrus                  | 因弗内斯                | Inverness               | 驻地以英国因弗内斯得名                                                         |
| 赫南多                     | Hernando                | 布鲁克斯维尔            | Brooksville             | 县名以人名埃尔南多得名；驻地以人名布鲁克斯得名                                 |
| 希尔斯伯勒                 | Hillsborough            | 坦帕                    | Tampa                   | 县名以希尔斯伯勒伯爵得名；驻地以坦帕湾得名                                     |
| 马纳蒂                     | Manatee                 | 布拉登顿                | Bradenton               | 驻地以人名布雷登得名                                                           |
| 帕斯科                     | Pasco                   | 戴德城                  | Dade City               | 县名、驻地均以人名得名                                                         |
| 皮内拉斯                   | Pinellas                | 克利尔沃特              | Clearwater              |                                                                                |
| 西南佛罗里达地区（6个县）  |                         |                         |                         |                                                                                |
| 夏洛特                     | Charlotte               | 蓬塔戈尔达              | Punta Gorda             | 县名以英王乔治三世王后夏洛特得名                                               |
| 科利尔                     | Collier                 | 东那不勒斯              | East Naples             | 县名以人名得名；驻地以意大利那不勒斯得名                                       |
| 格莱兹                     | Glades                  | 穆尔黑文                | Moore Haven             | 县名意为林中空地；驻地以人名得名                                               |
| 亨德里                     | Hendry                  | 拉贝尔                  | LaBelle (La Belle)      | 县名以人名得名；驻地以人名劳拉和贝尔合成得名                                   |
| 利                         | Lee                     | 迈尔斯堡                | Fort Myers              | 县名、驻地均以人名得名                                                         |
| 萨拉索塔                   | Sarasota                | 萨拉索塔                | Sarasota                | 县名以土著语得名                                                               |
| 宝藏海岸地区（4个县）      |                         |                         |                         |                                                                                |
| 印第安里弗                 | Indian River            | 维罗比奇                | Vero Beach              | 县名以印第安河得名                                                             |
| 马丁                       | Martin                  | 斯图尔特                | Stuart                  | 县名、驻地均以人名得名                                                         |
| 棕榈滩                     | Palm Beach              | 西棕榈滩                | West Palm Beach         |                                                                                |
| 圣露西                     | St. Lucie               | 皮尔斯堡                | Fort Pierce             | 县名以宗教人名圣露西的异写得名，驻地以人名得名                                 |
| 南佛罗里达地区（3个县）    |                         |                         |                         |                                                                                |
| 布劳沃德                   | Broward                 | 劳德代尔堡              | Fort Lauderdale         | 县名、驻地均以人名得名                                                         |
| 迈阿密-戴德                | Miami-Dade              | 迈阿密                  | Miami                   | 县名以驻地和人名得名，1997年由戴德县更名；驻地以迈阿密河得名，源于土著部落名称 |
| 门罗                       | Monroe                  | 基韦斯特                | Key West                | 县名以人名得名，驻地名意为佛罗里达群岛最西侧的岛屿                             |

### 城市化
佛罗里达州自20世纪以来经历了显著的都市化进程，其城市化程度早在1930年便已超过50%。到21世纪初，超过85%的佛罗里达人口居住在至少有2,500居民的城市或地区。2007年，杰克逊维尔是佛罗里达州人口最多的城市。然而，从都市圈的角度来看，迈阿密都会区才是该州最大的大都市区。2008年，迈阿密都会区人口达到540万，在全美大都市中排名第七，在全球排名第60。坦帕湾区、奥兰多都会区和杰克逊维尔都会区分别以超过302万、244万和147万人口紧随其后。佛罗里达州现有22个由行政管理和预算局（OMB）定义的大都会统计区（MSA），67个县中有43个被归入这些统计区。全州的城市化水平非常高，根据2000年的数据，89%的佛罗里达人生活在城市区域，而同期全美的城市化率仅为79%。佛州城市人口主要集中在沿海和区域。2012年，约75%的佛罗里达人口居住在距离海岸线10英里（约16公里）范围内。
佛罗里达的都市化格局呈现两个显著的城市轴线：一个沿着东南海岸从霍姆斯特德延伸至朱庇特，另一个从圣彼得堡延伸至代托纳海滩，并穿过奥兰多。这两个城市带的形成反映了州内沿海和内陆交通走廊的重要性。尽管塔拉哈西是佛罗里达的州首府，但并不是人口最多的城市，这种现象在美国多个州普遍存在。自1960年代以来，佛罗里达的城市经历了显著的人口增长。农村人口向城市迁移、整体人口增加以及大量移民的涌入，都促成了城市化进程的加速。同时，城市面积也在不断扩展，形成了城市蔓延现象。这种趋势与美国“阳光地带”的整体发展模式高度一致。
佛罗里达的大都市在结构上与其他美国大城市相似，通常由一个高楼林立的商业中心（CBD）构成，周围分布着贫民区、仓储区、工业区或港口区。城市的中产阶级主要集中在市郊，通过高速公路和少数铁路与市中心相连。然而，近年来，各地政府和规划机构正在努力通过“绅士化”来吸引中产阶级重回市中心。绅士化的举措包括修复历史街区（如坦帕的伊博城和迈阿密的建筑艺术区）以及建设文化与休闲基础设施（如杰克逊维尔的杰克逊维尔当代艺术博物馆）。这些措施不仅改善了城市形象，也促进了经济和文化的发展。
| 佛罗里达州最大城市排名 来源： | 佛罗里达州最大城市排名 来源： | 佛罗里达州最大城市排名 来源： | 佛罗里达州最大城市排名 来源： | 佛罗里达州最大城市排名 来源： | 佛罗里达州最大城市排名 来源： | 佛罗里达州最大城市排名 来源： | 佛罗里达州最大城市排名 来源： | 佛罗里达州最大城市排名 来源： | 佛罗里达州最大城市排名 来源： |
|                               | 排名                          |                               | 县                            | 人口                          | 排名                          |                               | 县                            | 人口                          |                               |
| ----------------------------- | ----------------------------- | ----------------------------- | ----------------------------- | ----------------------------- | ----------------------------- | ----------------------------- | ----------------------------- | ----------------------------- | ----------------------------- |
| 杰克逊维尔 迈阿密             | 1                             | 杰克逊维尔                    | 杜瓦尔县（市县合一）          | 949,611                       | 11                            | 彭布罗克派恩斯                | 布劳沃德县                    | 171,178                       | 坦帕 奥兰多                   |
| 杰克逊维尔 迈阿密             | 2                             | 迈阿密                        | 迈阿密-戴德县                 | 442,241                       | 12                            | 好莱坞                        | 布劳沃德县                    | 153,067                       | 坦帕 奥兰多                   |
| 杰克逊维尔 迈阿密             | 3                             | 坦帕                          | 希尔斯伯勒县                  | 384,959                       | 13                            | 盖恩斯维尔                    | 阿拉楚阿县                    | 141,085                       | 坦帕 奥兰多                   |
| 杰克逊维尔 迈阿密             | 4                             | 奥兰多                        | 橙县                          | 307,573                       | 14                            | 米拉马尔                      | 布劳沃德县                    | 134,721                       | 坦帕 奥兰多                   |
| 杰克逊维尔 迈阿密             | 5                             | 圣彼得斯堡                    | 皮尼拉斯县                    | 258,308                       | 15                            | 科勒尔斯普林斯                | 布劳沃德县                    | 134,394                       | 坦帕 奥兰多                   |
| 杰克逊维尔 迈阿密             | 6                             | 海厄利亚                      | 迈阿密-戴德县                 | 223,109                       | 16                            | 棕榈湾                        | 布里瓦德县                    | 119,760                       | 坦帕 奥兰多                   |
| 杰克逊维尔 迈阿密             | 7                             | 圣露西港                      | 圣露西县                      | 204,851                       | 17                            | 西棕榈滩                      | 棕榈滩县                      | 117,415                       | 坦帕 奥兰多                   |
| 杰克逊维尔 迈阿密             | 8                             | 塔拉哈西                      | 莱昂县                        | 196,169                       | 18                            | 克利尔沃特                    | 皮尼拉斯县                    | 117,292                       | 坦帕 奥兰多                   |
| 杰克逊维尔 迈阿密             | 9                             | 开普科勒尔                    | 李县                          | 194,016                       | 19                            | 莱克兰                        | 波尔克县                      | 112,641                       | 坦帕 奥兰多                   |
| 杰克逊维尔 迈阿密             | 10                            | 劳德代尔堡                    | 布劳沃德县                    | 182,760                       | 20                            | 庞帕诺比奇                    | 布劳沃德县                    | 112,046                       | 坦帕 奥兰多                   |

| 佛罗里达州 排名 | 美国 排名 | 都会区                           | 人口 （2023年估计） |
| --------------- | --------- | -------------------------------- | ------------------- |
| 1               | 9         | 迈阿密–劳德代尔堡–西棕榈滩       | 6,183,199           |
| 2               | 17        | 坦帕–圣彼得堡–克利尔沃特         | 3,342,963           |
| 3               | 21        | 奥兰多–基西米–桑福德             | 2,817,933           |
| 4               | 38        | 杰克逊维尔                       | 1,713,240           |
| 5               | 63        | 北港–布雷登顿–萨拉索塔           | 910,108             |
| 6               | 72        | 开普科勒尔–迈尔斯堡              | 834,573             |
| 7               | 75        | 莱克兰–冬季避寒地                | 818,330             |
| 8               | 83        | 迪尔托纳–代托纳比奇–奥蒙德比奇   | 721,796             |
| 9               | 91        | 棕榈湾–墨尔本–泰特斯维尔         | 643,979             |
| 10              | 106       | 圣露西港                         | 536,901             |
| 11              | 107       | 彭萨科拉–费里帕斯–布伦特         | 530,090             |
| 12              | 134       | 奥卡拉                           | 409,959             |
| 13              | 135       | 那不勒斯–马可岛                  | 404,310             |
| 14              | 141       | 塔拉哈西                         | 392,645             |
| 15              | 157       | 盖恩斯维尔                       | 352,126             |
| 16              | 170       | 克雷斯特维尤–沃尔顿堡海滩–德斯廷 | 304,818             |
| 17              | 218       | 巴拿马城–巴拿马城海滩            | 216,371             |
| 18              | 225       | 蓬塔戈尔达                       | 206,134             |
| 19              | 257       | 塞巴斯蒂安–维罗海滩–西维罗走廊   | 169,795             |
| 20              | 263       | 霍莫萨萨泉                       | 166,696             |
| 21              | 286       | 怀尔德伍德–老年社区              | 151,565             |
| 22              | 348       | 赛百灵                           | 107,614             |

## 人口
| 调查年          | 人口       | 备注    | %±    |
| --------------- | ---------- | ------- | ----- |
| 1830            | 34,730     |         | —     |
| 1840            | 54,477     |         | 56.9% |
| 1850            | 87,445     |         | 60.5% |
| 1860            | 140,424    |         | 60.6% |
| 1870            | 187,748    |         | 33.7% |
| 1880            | 269,493    |         | 43.5% |
| 1890            | 391,422    |         | 45.2% |
| 1900            | 528,542    |         | 35.0% |
| 1910            | 752,619    |         | 42.4% |
| 1920            | 968,470    |         | 28.7% |
| 1930            | 1,468,211  |         | 51.6% |
| 1940            | 1,897,414  |         | 29.2% |
| 1950            | 2,771,305  |         | 46.1% |
| 1960            | 4,951,560  |         | 78.7% |
| 1970            | 6,789,443  |         | 37.1% |
| 1980            | 9,746,324  |         | 43.6% |
| 1990            | 12,937,926 |         | 32.7% |
| 2000            | 15,982,378 |         | 23.5% |
| 2010            | 18,801,310 |         | 17.6% |
| 2020            | 21,538,187 |         | 14.6% |
| 2024年估计      | 23,372,215 | [ 110 ] | 8.5%  |
| 来源: 1910–2020 |            |         |       |

截至2020年，佛罗里达州总人口为21,538,187人。佛罗里达州是全美人口增长速度最快的州之一，在绝对值上排名第三，在百分比上排名第七。2000年至2006年，佛州人口增长了13.2%，而同期美国整体人口仅增长6.4%。佛罗里达州是美国移民文化的缩影，作为美国“阳光地带”的一部分。除了吸引大量美国国内迁徙人口，还有许多国际移民来自邻近的古巴、海地、哥伦比亚、墨西哥和牙买加等地，人口增长主要由移民推动，移民占增长的87.5%，自然增长仅占12.5%。2000年，佛州移民比例为16.7%，有23.1%的人在家中使用除英语以外的语言。
除此之外，佛州还有大量非法移民，因此实际人口往往比官方人口普查数据更高。2010年，佛罗里达州约有675,000名非法移民，占总人口的5.7%，在全美排名第六。2019 年 6 月，佛罗里达州州长罗恩·德桑蒂斯签署了一项禁止庇护城市的法案。该法案禁止地方政府制定保护非法移民免遭驱逐的“庇护”政策，佛罗里达州所有执法机构都必须与联邦移民当局合作。佛罗里达州成为第12个禁止庇护城市的州份。
佛州的人口密度为每平方公里116人，在美国排名第八，显著高于全国平均水平。然而，人口分布极不均匀，高密度地区主要集中在大西洋沿岸和坦帕周边地区，90%的人口居住在距离海岸线30公里以内的区域。除了塔拉哈西、盖恩斯维尔等城市及塞米诺尔县、橙县、波尔克县等少数县城外，内陆地区人口较少。此外，国家公园和保护区（如大沼泽地国家公园、阿巴拉契科拉国家森林）以及克利尔沃特至巴拿马城之间的海岸地带也是低人口密度区域。
佛罗里达州人口老龄化和生育率下滑的现象也相当突出。佛罗里达州的65岁及以上人口占比高达16.8%，比全美平均值高出4.4个百分点，这使其成为全美退休人士最集中的地区之一。这些退休人士大多被州内温暖的气候和优质的养老设施吸引，许多人选择居住在“退休社区”。例如，位于坦帕附近的阳光城市中心（Sun City Center）是一个典型案例，目前居民约为9,300人。与此同时，19岁以下人口比例逐步下降，从1980年的27.6%降至2000年的25.3%，这一趋势可能对佛州未来的劳动力人口产生影响。2004年，佛罗里达州的总生育率为每千名育龄妇女64.1名子女，略低于全国平均值66.3，西班牙裔人口的出生率高于其他族群。
佛罗里达州的人口中心自20世纪以来一直位于波尔克县。在1980年至2010年间，人口重心的东移和北移分别不足5英里和约1英里，显示出人口重心的稳定性。

### 种族
根据2010年人口普查数据，佛罗里达州约6.9%的人口（1,269,765人）自认仅具有“美国人”血统（无论种族或族裔）。许多人为英格兰或苏格兰-爱尔兰后裔，他们的家庭已经在该州生活了很久，因此选择以“美国人”自居，或对自己的祖先无明确认知。
在2010年，佛罗里达州（非西班牙裔白人）的欧洲裔人口占总人口的57.9%。其中，主要族群包括：12.0%德国裔（2,212,391人）、10.7%爱尔兰裔（1,979,058人）、8.8%英格兰裔（1,629,832人）、6.6%意大利裔（1,215,242人）、2.8%波兰裔（511,229人）、以及2.7%法裔（504,641人）。与美国南方许多州相似，佛罗里达州的白人居民主要是英格兰和苏格兰-爱尔兰后裔。许多世代居住于该州的白人居民会自称为“佛罗里达乡民”（Florida crackers），但这一称谓对部分人而言具有贬义，他们许多人的祖先可追溯到最初的十三个殖民地时期。
截至2010年，佛罗里达州的西班牙裔或拉丁裔美国人占总人口的22.5%（4,223,806人）。在这22.5%中，最大的群体是古巴裔美国人，占6.5%（1,213,438人），其次是波多黎各裔美国人，占4.5%（847,550人）。到了2020年，西班牙裔或拉丁裔占佛州人口比例进一步增加到26.5%。佛州的西班牙裔人口主要集中在南佛罗里达地区（如迈阿密），其次集中于中佛罗里达地区（如奥兰多）。除古巴裔和波多黎各裔外，还有大量墨西哥裔、哥伦比亚裔、委内瑞拉裔和多米尼加裔移民，以及其他拉丁美洲国家的移民。佛州的波多黎各裔人口数量位居全美第二，仅次于纽约州，同时其增长速度为全美最快。波多黎各裔在州内分布广泛，但主要集中在中佛罗里达的奥兰多地区。
截至2010年，佛州的非裔人口占16.0%（741,879人，其中4.0%为西印第安人或非洲裔加勒比人）历史上，1900年代初期，非裔人口曾占佛州总人口的近一半。 由于种族隔离、农业萧条等原因，许多非裔居民在1910至1940年间以及1940年代后期开始迁往美国东北、中西部地区，即非裔美国人大迁徙。到1960年，非裔人口比例降至18%
。如今，佛州的非裔居民集中在佛州南部的迈阿密及其周边地区，主要包括来自加勒比地区的移民（如海地裔美国人和牙买加裔美国人）。截至2016年，佛州拥有全美最高比例的西印第安裔美国人口（4.5%），其中2.3%为海地裔，1.5%为牙买加裔，0.2%为巴哈马裔，其余则为其他西印第安人。
| 种族构成                             | 1970  | 1990  | 2000  | 2010  | 2020  |
| ------------------------------------ | ----- | ----- | ----- | ----- | ----- |
| 西班牙裔或拉丁裔（包括其中所有种族） | 6.6%  | 12.2% | 16.8% | 22.5% | 26.5% |
| 仅黑人或非洲裔美国人                 | 15.3% | 13.6% | 14.6% | 16.0% | 15.1% |
| 仅亚裔                               | 0.2%  | 1.2%  | 1.7%  | 2.4%  | 3.0%  |
| 仅美洲原住民                         | 0.1%  | 0.3%  | 0.3%  | 0.4%  | 0.4%  |
| 两种或以上种族                       | —     | —     | 2.3%  | 2.5%  | 16.5% |
| 非拉丁裔白人                         | 77.9% | 73.2% | 65.4% | 57.9% | 51.5% |
| 美国白人                             | 84.2% | 83.1% | 78.0% | 75.0% | 57.7% |

### 语言
佛罗里达州是美国多元文化和语言的集中地，其语言使用的多样性反映了其复杂的历史和移民背景。根据1988年的《佛罗里达州宪法》第二条第九款，英语被确立为该州的官方语言。然而，由于来自拉丁美洲的持续移民，西班牙语在州内也被广泛使用，约20%的人口将西班牙语作为第一语言，27%的人在家中使用英语以外的母语。根据2010年的数据，佛罗里达州有73%的人口以英语为第一语言；20%的人口为西班牙语；2%的人口为海地克里奥尔语；其他语言的使用比例均低于1%。
西班牙语是佛罗里达州的第一种欧洲殖民语言。自16世纪起，西班牙语在该地区被广泛使用，直到1885年左右，随着工业化的兴起、外州美国移民的迁入以及旅游业的蓬勃发展，英语逐渐取代了西班牙语的主导地位。1947年，西班牙语使用者比例一度下降到不到全州人口的3%。1950年代末，由于古巴实行卡斯特罗政权的共产主义政策，大量古巴难民涌入佛罗里达州，为西班牙语的复兴奠定了基础。随后，从1960年代开始，更多拉丁美洲国家的移民陆续来到佛罗里达州，包括尼加拉瓜、萨尔瓦多、多米尼加共和国、墨西哥以及美国领土波多黎各。正是这些移民，使得西班牙语重新在佛罗里达州占据重要地位，并成为仅次于英语的第二大语言。
除了英语和西班牙语，佛罗里达州还有一定比例的人口讲海地克里奥尔语。这种源自法语的语言随着海地移民的到来逐渐在佛罗里达州尤其是南佛罗里达地区流行起来，成为该州的第三大语言。

### 宗教
佛罗里达州以基督教为主（70%），但也有较大的无宗教群体和犹太社区。新教徒约占全州人口的一半，但由于大量西班牙裔和其他族群（如海地人）的存在，天主教会是该州最大的单一教派。新教徒内部非常多样化，主要包括南方浸信会、联合卫理公会、五旬节派以及无宗派新教徒。规模较小的基督教团体包括耶稣基督后期圣徒教会和耶和华见证人。佛罗里达州的宗教格局在北部和南部存在显著差异。北部地区（彭萨科拉、塔拉哈西、杰克逊维尔）属于“圣经地带”，以共和党、新教和保守派为主，与其他美国深南部州类似。南部地区（奥兰多、坦帕、迈阿密）则在政治上更温和，文化和宗教上更加多元化，这里有大量的古巴裔社区，天主教占主导地位。南佛罗里达州也以其开放和包容的态度闻名，例如在南海滩、威尔顿庄园以及以自由和包容著称的基韦斯特等地，有许多LGBT社区。
佛罗里达州南部还有一个人数超过62万人的犹太社区，他们主要集中在迈阿密海滩、博卡拉顿和劳德代尔堡。这是美国南部最大的犹太人群体，也是美国第三大，仅次于纽约州和加利福尼亚州。

## 政治

### 政府结构
佛罗里达州政府的基本结构、职责、功能和运作由《佛罗里达州宪法》定义，该宪法确立了该州的基本法律，并保障人民的各种权利和自由。与美国联邦政府及所有其他州政府一样，佛罗里达州政府实行三权分立，由三个独立的分支机构组成：行政、立法和司法。立法机构负责制定法案，如果获得佛罗里达州州长签署，则成为法规（Florida Statutes）。佛罗里达州议会由佛罗里达州参议院和佛罗里达州众议院组成，参议院有40名成员，众议院有120名成员。佛罗里达州最高法院由一名首席法官和六名大法官组成。
佛罗里达州有67个县。一些参考资料可能显示只有66个县，这是因为杜瓦尔县与杰克逊维尔市合并实行县市合一。在佛罗里达州共411个市行政区当中，有379个定期向佛罗里达州税务局报告的城市，其余为一些的非建制自治体（ Incorporated municipalities）。城市和县的主要收入来源是房产税。州政府的主要收入来源是销售税。佛罗里达州是美国八个不征收个人所得税的州份之一。

### 选举史
从1930年代到1960年代，佛罗里达州实际上是一个由白人保守派民主党人主导的一党制州。这些民主党人连同南方基地的其他民主党人在国会中拥有显著影响力。尽管在19世纪时的非裔美国人曾是共和党的重要支持者，但由于当时州宪法和歧视性政策，他们在重建时期后被剥夺了投票权。
1950年代起，该州选举倾向逐渐从传统的民主党阵营向共和党过渡。尽管佛州大多数登记选民为民主党人，佛罗里达州在1952年到1964年间的总统选举中支持共和党总统候选人，唯独在1964年支持了民主党人。1965年，《选举法案》由国会通过并由总统林登·约翰逊签署，保障非裔美国人及其他少数族裔的宪法投票权，开始改变历史上因歧视政策而造成的剥夺投票权现象。佛罗里达州自重建时期以来第一位当选国会众议员的共和党人是威廉·C·克莱默，他于1954年代表皮内拉斯县当选。1966年，克劳德·R·柯克成为重建时期后首位共和党籍佛州州长，1968年，爱德华·J·格尼当选为重建时期后佛州首位共和党籍联邦参议员。然而，1970年，民主党重夺州长席位和联邦参议院席位，并在此后数年继续占据主导地位。
从1970年代起，佛罗里达州的白人保守派选民逐渐从民主党转向共和党。由1970年代一直到2004年，尽管民主党在登记选民数量上仍保持优势，佛罗里达州几乎每次总统选举都支持共和党总统候选人。除了1976年和1996年两个例外，当时民主党的总统候选人分别来自美国南部。在2008年和2012年总统选举中，巴拉克·奥巴马作为一名北方民主党人成功赢得佛罗里达州，吸引了年轻人、独立选民和少数族裔选民的高投票率。其中，西班牙裔选民的比例迅速增长，成为民主党的重要支持力量。自1952年以来，佛罗里达一直被视为典型的摇摆州，几乎每位赢得佛罗里达州的总统候选人都成功赢得全国选举。在1952年至2016年间，在佛州胜出的总统候选人最终未能赢得总统选举仅发生过三次，即1960年的尼克松、1992年的老布什和2020年的唐纳德·特朗普。
在2000年美国总统选举中，乔治·布什以271比266的选举人票优势赢得大选，其中25票来自佛罗里达州
。佛罗里达州的选举结果引发争议，法庭下令重新计票，最终由美国最高法院在《布什诉戈尔案》中裁决结果。在两位主要候选人布什和阿尔·戈尔之间，他们加起来的总票数超过580万，但仅有约500票的微弱差距决定了佛州的选举人票归属，而布什也因此赢得了总统宝座。据2002年《美国社会学评论》的一项研究显示，由于佛州的重罪剥夺选举权法律尤为严格，如果佛州的82.7万名被剥夺选举权的罪犯以与其他选民相同的比例投票，民主党候选人戈尔有可能以超过80,000票的优势赢得佛州，并因此当选总统。
在2010年美国中期选举中，共和党在佛罗里达州巩固了其主导地位。他们赢得了州长职位，同时在州议会两院中保持了强大的多数席位。此外，共和党还从民主党手中夺回了四个联邦众议院席位，从而使佛州在联邦众议院的代表团中形成19比6的共和党多数。。2010年，超过63%的佛州选民投票通过了州宪法第5号和第6号修正案，这些修正案旨在确保选区划分更加公平，被称为《公平选区修正案》（Fair District Amendments）。根据2010年美国人口普查结果，佛州在美国众议院增加了两个席位。2012年，州议会公布了重新划分后的选区方案。然而，该方案立即遭到《公平选区修正案》支持者的法律挑战，他们认为方案不符合修正案的规定。此后，选区调整的法律纠纷持续多年，最终在2015年由佛罗里达最高法院裁定部分选区需要重新划分，以纠正非法和不公平的划分方式。
在2018年美国中期选举中，共和党与民主党代表的比例从16:11降至14:13。在2018年联邦参议院选举中，民主党参议员比尔·纳尔逊与时任州长里克·斯科特之间的选战非常接近，49.93%的选民支持现任参议员，而50.06%的选民支持州长。此外，共和党还在2018年佛罗里达州州长选举中保住了州长职位，候选人罗恩·德桑蒂斯以49.6%的得票率击败民主党候选人安德鲁·吉勒姆（49.3%）。在2022年美国中期选举中，现任州长德桑蒂斯在2022年佛罗里达州州长选举中以压倒性优势击败民主党候选人查理·克里斯特。这次出人意料的大胜让许多评论员质疑佛州作为摇摆州的地位，并将其认定为一个红州。2021年11月，佛罗里达州历史上首次出现注册共和党选民总数超过注册民主党选民的情况。。

### 州法规
佛罗里达州保留死刑，执行方式包括电椅和注射死刑如果某人在实施重罪的过程中直接导致受害者死亡，该人将被控一级谋杀。根据此法规，仅有两种判决：终身监禁或死刑。如果某人实施重罪但未直接导致受害者死亡，则该人将被控二级谋杀，最高刑期为终身监禁。1995年，立法机关修改了第921章，规定罪犯必须至少服满其刑期的85%。
佛罗里达州于1984年通过修宪批准彩票，并在2004年批准布劳沃德县和迈阿密-戴德县的老虎机。然而，该州在1978年、1986年和1994年三次否决了在塞米诺尔和迈克苏基部落主权地区以外兴建赌场。

## 经济
佛罗里达州的经济按生产总值计算是美国第四大经济体，截至2024年，其州生产总值（GSP）为1.647万亿美元。如果佛罗里达是一个主权国家，根据国际货币基金组织的数据，它将成为世界第十五大经济体，排在南韩之后，西班牙之前。佛罗里达州就业人数最多的五个行业是：贸易、运输和公用事业；政府；专业和商业服务；教育和医疗服务；以及休闲和酒店业在产值方面，排名前五的行业分别是：金融、保险、房地产、租赁和租借，其次是专业和商业服务；政府和政府企业；教育服务、医疗保健和社会援助；以及零售贸易.
2017年，佛罗里达州成为美国第八大商品出口州，占2017年美国出口总额的3.5%左右。佛罗里达州的主要出口国家是巴西、加拿大、墨西哥、德国和哥伦比亚同年，佛罗里达州成为美国第十大商品进口州，全球进口商品总额为754亿美元，占美国全年进口商品总额的3.2%。佛罗里达州的主要进口国家是中国、墨西哥、加拿大、德国和法国。
迈阿密都会区是佛罗里达州GDP最高的大都会区，于2017年创造了3449亿美元的经济生产总值，这一数据是排名第二的坦帕湾区（1453亿美元）的两倍多。佛罗里达州的经济几乎完全由其19个都市区驱动。2004年，这些都市区的经济总量占全州GDP的95.7%。2017年，佛罗里达州的人均GDP为39,842美元，在全美排名第40位。。
佛罗里达州各地人均收入因地理区域和职业的不同而差异显著。北佛罗里达和佛罗里达狭地的农村是该州最贫困的地区。佛罗里达州的贫困率为14.0%，在全美排名第17低。另一方面，许多沿海城市的人均收入居美国最富裕地区之列，于2018年佛罗里达州拥有427,824名百万富翁，排名全美第四。

### 第一产业
农业是佛罗里达州的一个重要的第一产业，通过直接或间接创造就业机会及出口保持着重要地位。实际上，与农业相关的还有上游活动（如利用磷矿生产的肥料、生物技术）以及下游活动（如农产品加工工业）。佛罗里达州拥有肥沃的土壤、较长的生长季节，并且在美国本土最南端地区较少经历霜冻。该州有许多面积超过2000公顷的大型农场，主要种植水果、蔬菜以及苗圃植物，这些产品在冬春季节出口到北部市场。此外，甘蔗种植、园艺和畜牧业（主要是牛）是其他重要的农业活动。佛罗里达以种植柑橘而闻名，在全国柑橘类水果产量排名第一，占美国橙产量的75%，并且在葡萄柚生产中也位居全国第一。在甘蔗、蔬菜、水果及园艺产品的生产中位居全国第二。尽管柑橘种植占据了显著地位，但它仅占该州农业产品销售额的三分之一。林业的年产值达到85亿美元，每年种植超过8200万棵树。
由于佛罗里达州位于大西洋与墨西哥湾之间，其经济自然以海洋为核心。全州大约有900家水产养殖场，这些养殖场饲养鲶鱼、水族箱观赏鱼、贝类（如牡蛎）以及甲壳类动物。工业化渔业的产品种类繁多，包括鱼类、虾类和白龙虾等。商业渔业的年营业额超过2亿美元。
佛罗里达州是美国能源消费排名第三的州，这主要是因为其庞大的人口以及较高的家庭用电需求。然而，由于工业比重较低，该州人均能源消费量在全美排名倒数第七（第44名）。佛罗里达州本地的能源资源稀少，大部分能源需求需依靠进口。该州没有炼油厂，天然气通过墨西哥湾邻州输送至佛罗里达。目前佛罗里达有三座核电站在运行。佛罗里达州的可再生能源生产量占全美总量的3.2%，而该州的潜力实际上相对较大（如太阳能、生物燃料）。
在2005年，佛罗里达州是美国第四大矿产生产州。其主要矿产品包括磷矿（2005年产值5,400万美元）、砂石（6,400万美元）、钛铁矿、金红石和高岭土。在21世纪，美国75%至80%的磷矿以及全球25%的磷矿产自佛罗里达州，这些磷矿主要通过坦帕港出口。

### 第二产业
佛罗里达州的第二产业数量较少，工业仅占其州生产总值的8%。工业就业岗位主要集中在大都市地区。有几类工业与第一产业密切相关，例如木材加工、果汁生产、罐头加工和食糖精炼。建筑和公共工程（BTP）行业受人口增长和旅游业的刺激而发展。电气设备制造和运输设备制造（主要在坦帕、杰克逊维尔、奥兰多），以及服装加工（主要在迈阿密）是相对活跃的产业。
自1960年代美国国家航空航天局（NASA）进驻卡纳维拉尔角以来，佛罗里达州的航空航天工业得到了长足发展，该行业雇佣了23,000名员工，年产值达45亿美元，成为排名全美第二大的航空航天产业州，州内拥有22座大型机场，两个太空发射站，超过600多家知名航天厂商，波音、巴西航空工业、通用动力、洛克希德·马丁、诺斯罗普·格鲁曼、普惠、西科斯基等知名厂商均有设施落户佛州，产业涵盖飞机制造、零组件装配、飞航管制与监控、飞弹测试、航天研发、航天服务业等，从事制造、物流、民航、货运、飞行训练等业务，使得佛州航天产业供应链完整绵密。
此外，医疗和生物技术产业在主要城市地区也快速发展。佛罗里达州是美国拥有医疗实验室数量第二多的州。州内有生物科技企业260家、药品企业220家、医疗器材企业659家、医疗院所企业720家；生物医学科学园区8个、生物科技研究机构及相关科系大学共14所、生物科技育成中心15所（其中6所设有实验室），主要分布在阿拉楚阿县和迈阿密-劳德代尔堡都会区，许多公司与佛罗里达各大学有密切合作。

### 第三产业
服务业占佛罗里达州生产总值的68%。其中，社区或个人服务行业（如医疗和旅游）处于首位。这些行业约占全州就业人数的30%，并贡献了四分之一的经济产出。随着人口老龄化，医疗服务预计将在未来迎来最高的增长率之一。公共部门在佛罗里达州的经济中也占有重要地位：约15%的就业人口从事与公共服务相关的工作，主要集中在教育、医疗和军事领域。
旅游业是佛罗里达州的主要经济活动。“阳光之州”作为美国乃至世界首屈一指的旅游目的地，根据2023年的修订数据，佛罗里达州接待了1.406亿游客，较2022年创纪录的数字增长了2.3%；美国国内游客人数创历史新高，有1.291亿国内游客选择前往佛罗里达州度假，同时还有830万海外游客和320万加拿大游客；游客在该州的消费达到了创纪录的1310亿美元，比2022年增长了5%，每天平均消费3.59亿美元；其中国内游客消费了1161亿美元，而国际游客则贡献了149亿美元；旅游业并为地方、州政府和联邦贡献了369亿美元税收；旅游业为佛罗里达州提供了210万个就业岗位，占该州私人企业和公营部门 整体就业岗位的9.5%。
佛罗里达州与加利福尼亚州并列，成为主题公园数量最多的州，其中多个公园以综合体形式存在，最大的是位于奥兰多附近的华特迪士尼世界度假区，占地101平方公里，雇用了65,000名员工，拥有四个主题公园、两个水上乐园、22家酒店、五个高尔夫球场和一个商业区。奥兰多是世界上最受欢迎的旅游大都市，也是可提供最多酒店客房的美国城市。迈阿密亦是世界上最大的邮轮母港，迈阿密港目前有8个客运码头，23条邮轮航线，可停泊55艘船，与23家邮轮公司有合作，包括嘉年華郵輪、皇家加勒比集团、地中海郵輪、挪威郵輪和维珍邮轮。除此之外，佛罗里达州还拥有众多旅游资源：南部的热带气候带来温暖而阳光明媚的冬季，海滨度假村因优质的白沙滩而蓬勃发展，同时也得益于完善的交通和酒店基础设施。从海洋娱乐、体育运动到文化和生态旅游（如自然公园），活动选择非常丰富。游客还可以享受该州数百个淡水泉水，其中有15个州立公园围绕泉水而建。此外，游客可以参观肯尼迪航天中心，并亲眼见证航天器发射的壮观场面。
对外贸易也是佛州重要经济动力之一。在美国对拉丁美洲和加勒比地区的所有进出口贸易中，佛罗里达州负责了16.1%的出口贡献和19.1%的进口贡献，贸易在与该地区的总贸易、出口与进口中居中心城市中占据主导地位。2023年，该州出口商品总额达到创纪录的689亿美元，占全州GDP的4.4%。自2013年以来，出口额增长了14%。佛罗里达州是全美第六大商品出口州，其对外贸易在2021年支持了约18.3万个就业岗位，而这些岗位的薪酬平均比全国水平高出18%，主要出口商品包括计算机及电子产品、运输设备、化工产品、机械以及食品及相关产品。佛罗里达州的中小型企业在出口中发挥了关键作用。2022年，全州共有58,923家公司从事出口业务，其中95%为员工少于500人的中小型企业，这些中小型企业贡献了该州54.7%的商品出口额，显示了其在全球市场中的重要地位。在市场分布方面，佛罗里达州的主要出口目的地包括加拿大、巴西、墨西哥、英国以及多米尼加共和国。佛州沿海地区共有14个深水港口，2022年货物吞吐量近1.13亿吨，坦帕湾港是佛罗里达州货物运输量最大的港口。
房地产和金融业在佛州经济同样扮演了关键角色，特别是由于新移民的大量涌入，房地产交易经历了非凡的增长，该行业的从业人员数量是全国平均水平的两倍。佛罗里达州拥有4000家银行机构，迈阿密是美国仅次于纽约的第二大国际银行中心。

## 交通
佛罗里达州拥有多样化的交通方式。得益于该州的地形特点——平坦且无山脉，交通网络的覆盖十分便捷。交通事务由佛罗里达州运输部负责管理。

### 公路运输
佛罗里达州的公路系统包括1,495英里（2,406公里）的州际公路，以及10,601英里（17,061公里）的非州际公路（包括佛罗里达州州道和美国国道）。这些州际公路、佛罗里达州州道系统和美国国道均由佛罗里达州运输部负责维护。此外，还有超过177,000公里的其他公共道路覆盖全州。
州际公路系统是佛罗里达州高速公路网络的核心，由四条主要州际公路组成。4號州際公路（I-4）贯穿佛州中部，全长133英里，连接坦帕、奥兰多和代托纳比奇，是州内东西向的重要运输通道。10号州际公路（I-10）是全国最南端的东西向州际公路，经彭萨科拉进入佛州，东往杰克逊维尔横贯全境，在佛州境内全长362英里。75号州际公路（I-75）在莱克城进入佛州北部，与南部的迈阿密莱克斯相连，途经盖恩斯维尔、奥卡拉、坦帕东部郊区、布雷登顿、萨拉索塔、迈尔斯堡、那不勒斯等城市，然后经穿越大沼泽地的“短吻鳄大道”到达劳德代尔堡，在佛州境内全长470英里。95号州际公路（I-95）从杰克逊维尔进入佛州，沿大西洋海岸线延伸，经过代托纳比奇、太空海岸、棕榈湾、维罗海滩、聖露西港、斯图尔特、西棕榈滩和劳德代尔堡，到达南端终点迈阿密市中心，在佛州境内全长382英里；它在杰克逊维尔与10號州際公路交汇，在代托纳海滩与4號州際公路交汇；它也是州内最繁忙的高速公路之一，也是美国最长的南北向州际公路，北端终点位于缅因州霍尔顿东北部的加拿大边境。此外，佛州境内还有四条辅助州际公路，包括110号州际公路、175号州际公路、195号州际公路、275号州际公路、295号州际公路、375号州际公路、395号州际公路、595号州际公路。
早于1956年联邦援助公路法案出台之前，佛罗里达州已经自行开始修建一条贯穿全州的长途收费公路——佛罗里达收费高速公路。第一段从皮尔斯堡南至戈尔登格莱兹立交，于1957年完工。随后又北延至奥兰多及怀尔德伍德，并向南延伸至霍姆斯特德，于1974年竣工。至今，佛州收费公路系统总长515英里（829 公里），除了怀尔德伍德至佛罗里达城的佛罗里达收费高速公路外，还有75号州际公路那不勒斯至劳德代尔堡段，即84号州道（SR 84），以及275号州际公路皮内拉斯至马纳提段的阳光高架桥。
1号美国国道从佛罗里达州最南端的基韦斯特岛，北抵缅因州美加边界的肯特堡。这条公路在佛州境内全长545 英里（877 公里），在佛罗里达群岛的部分被称为海上公路，全长约150公里，包含42座桥梁，其中最长的是长达10.8公里的七哩桥。从南佛罗里达到杰克逊维尔，1号美国国道紧邻大西洋海岸线和内陆水道，大致位于95号州际公路以东和A1A号州道 (SR A1A) 以西，与这两条公路大致平行。
在佛罗里达州营运长途巴士业务的运输企业有灰狗巴士、超级巴士和美铁高速公路接驳服务。

### 航空运输
佛州有750余个公共和私人机场，其中130个为公用机场，20个为商用机场，16个为国际机场，州内主要城市均建有国际机场，提供飞往美国国内及海外120个目的地的航班。每年有约7,000万名旅客使用佛罗里达州的机场，其中4400万是前来佛罗里达州的游客。因其战略性的地理位置，从佛罗里达州飞往拉丁美洲和加勒比地区城市的直飞航班数量，比从美国其他地区直飞的航班数总和更多。
根据美国联邦航空管理局的分类，佛罗里达州有四个大型枢纽机场，包括迈阿密国际机场（MIA）、奥兰多国际机场（MCO）、劳德代尔堡-好莱坞国际机场（FLL）和坦帕国际机场（TPA）；以及三个中型枢纽机场，包括西南佛罗里达国际机场（RSW）、棕榈滩国际机场（PBI）和杰克逊维尔国际机场（JAX）。其中，迈阿密国际机场是美国航空的第三大枢纽，是其通往拉丁美洲和加勒比地区的主要门户。奥兰多国际机场和劳德代尔堡-好莱坞国际机场是银色航空的枢纽机场。

### 铁路运输
佛罗里达州的铁路建设始于19世纪后期，并在亨利·弗拉格勒等铁路工业先驱的推动下迅速发展。佛罗里达东海岸铁路是佛罗里达州最著名的铁路公司之一，其将迈阿密连接至基韦斯特的铁路工程堪称奇迹。随着时间的推移，铁路网络覆盖范围不断扩大，至今佛罗里达州拥有总长超过4500公里的铁路网。
佛罗里达州的货运铁路主要用于运输大宗商品、工业原材料及集装箱货物，有三家主要的货运铁路公司在佛州经营货运业务。佛罗里达东海岸铁路专注于州内沿海货运线路，连接迈阿密与州内的多个港口。CSX运输公司覆盖佛罗里达州主要城市和工业区，并连接到全美其他地区。诺福克南方铁路提供连接佛罗里达州与其他东南部州的货运服务。佛州铁路主要运输货物包括农产品、木材、化工产品、建材、燃料以及来自州内港口进出口的集装箱。佛罗里达州的货运铁路在为港口提供支持方面尤为重要，其中迈阿密港、杰克逊维尔港、坦帕港等港口通过铁路与内陆地区紧密相连。
佛罗里达州的长途铁路客运服务由美国国家铁路客运公司（Amtrak）提供，营运着纽约至迈阿密的银色流星号，以及芝加哥至迈阿密的佛罗里达人号两对长途列车。此外，美铁还在佛州经营着可提供人车同行服务的汽车列车（Auto Train），每日往返于弗吉尼亚州洛顿（华盛顿特区附近）和佛罗里达州桑福德（奥兰多附近），该列车最多可搭载340辆汽车，是目前美国唯一提供此类服务的列车。
连接迈阿密和奥兰多的光亮线（Brightline）是佛罗里达州唯一一条最高速度可达125英里/小时（200公里/小时）的准高速铁路，也是美国唯一一条私人拥有和营运的城际客运铁路。除了迈阿密中心和奥兰多国际机场两个终点站外，还设有阿文图拉、劳德代尔堡、博卡拉顿和西棕榈滩四个中间站，铁路全长235英里（378公里），全程行车时间约3小时30分钟。这一私营铁路项目正计划延长到坦帕，进一步增强州内主要城市间的联系。

### 水路运输
佛罗里达州共有16个由政府拥有的主要港口，这些港口在邮轮和货物运输中扮演着重要角色，包括迈阿密港、大沼泽地港和卡纳维拉尔港、杰克逊维尔港、坦帕湾港、基韦斯特港、海牛港、棕榈滩港、巴拿马城港、彭萨科拉港、圣乔港、圣彼德堡港、皮尔斯堡港和费尔南迪纳港。佛罗里达州运输部的港口办公室负责全州港口系统的规划和协调。其制定的《港口与水路系统规划》旨在与其他运输系统规划协同合作，为全州港口项目的投资和发展提供指导。港口办公室的工作重点包括港口基础设施建设、货运与邮轮运营优化，以及新兴市场的开拓。

### 城市公共交通
迈阿密的公共交通由公营机构迈阿密-戴德运输提供服务，包括迈阿密地铁（高运量重型铁路标准的捷运系统）、都会旅客捷运系统（迈阿密市中心的自动旅客捷运系统），以及迈阿密都会巴士系统。迈阿密地铁覆盖迈阿密-戴德县，共有两条线路和23个车站，在迈阿密市中心的都会旅客捷运系统和三县通勤铁路相连。都会旅客捷运系统共有三条线路和21个车站，覆盖迈阿密市中心、布里克爾、公园西区和艺术与娱乐区。而在邻近迈阿密-戴德县的布劳沃德县和棕榈滩县，城市公共交通则分别由县政府辖下的布劳沃德县运输和棕榈交通提供。迈阿密-戴德县、布劳沃德县和棕榈滩县之间的通勤铁路服务由三县铁路提供，包含18个车站，其中包括该地区的三个国际机场。
奥兰多都会区的通勤铁路服务由太阳铁路（SunRail）提供，通过奥兰多市中心连接沃卢西亚县和奥西奥拉县，目前铁路全长61.3英里（98.7公里），共设有17个车站。此外，山猫巴士（Lynx）服务覆盖橙县、塞米诺尔县和奥西欧拉县的大奥兰多地区。
坦帕及周边地区的巴士由希尔斯伯勒县政府辖下的希尔斯伯勒地区区域交通（HART）系统提供服务。此外，坦帕市中心设有TECO有轨电车服务。皮尼拉斯县及圣彼得堡则由皮尼拉斯阳光海岸公共交通局（PSTA）提供公共交通服务。
杰克逊维尔的公共交通由杰克逊维尔运输管理局提供服务。杰克逊维尔市区设有名为杰克逊维尔空中走廊的自动旅客捷运系统，连接了佛罗里达州立学院市中心校区、北岸中央商务区、会议中心及南岸区域。该系统包括两条线路，共有八个车站。杰克逊维尔交通管理局营运的巴士系统拥有180辆巴士、56条线路。

## 教育
佛罗里达州的教育系统由公立和私立学校组成，包括佛罗里达州立大学系统（State University System of Florida，SUSF）、佛罗里达学院系统（Florida College System，FCS）、佛罗里达独立学院与大学协会（Independent Colleges and Universities of Florida，ICUF）及其他私立机构，同时还包括初等和中等教育的中小学，以及提供线上教学的Online school网上学校。

### 初等及中等教育
佛罗里达州的公立中小学系统由佛罗里达州教育局管理。根据佛罗里达州宪法第九条第四节的规定，佛州有67个学区，每个县各一个。所有学区均独立于当地政府，并通过对其辖区内的税收来支持其预算。每个学区由一个选举产生的教育委员会设定政策、预算、目标并审批支出，具体管理责任由学校总监承担。截至2023年，佛罗里达州共有4,230所公立中小学，包括941所高中、588所初中和2,248所小学，还有一些提供学前教育及其他教育的学校，这些学校在2021—2022学年共服务了2,870,527名学生。
佛州拥有数百所各种类型的私立学校，州教育局无权干预私立学校的营运。私立学校可能获得认证，也可能没有认证，私立学校的毕业生无需参加成绩测试。许多私立学校会获得认证并进行成绩测试，以向家长展示其对教育质量的关注。截至2021年，佛罗里达州共有2,640所私立中小学，共服务486,830名学生。

### 高等教育
詳見佛羅里達州學院和大學列表
佛罗里达州有12所公立大学组成了佛罗里达州立大学系统。在2019学年，有346,604名学生就读于该系统的十二所大学。根据2016年统计，佛罗里达州的四年制课程学费为全美第二低，本州学生学费为26,000美元，外州学生学费为86,000美元；相比之下，美国的平均本州学生学费为34,800美元。截至2020年，美国入学人数最多的公立大学中，有三所位于佛罗里达州：位于奥兰多的中佛罗里达大学（排名第2）、位于盖恩斯维尔的佛罗里达大学（排名第4），以及位于迈阿密的佛罗里达国际大学（排名第8）。
佛罗里达学院系统由8所公立社区学院和州立学院组成，拥有68个校区遍布全州。2016年，系统内的学生注册人数超过813,000人。
佛罗里达州也有多所私立大学，佛罗里达独立大学和学院联盟是一个包含30所私立教育机构的协会。该协会报告称，其成员机构在2020年秋季共招收超过158,000名学生。。位于科勒尔盖布尔斯的迈阿密大学是美国顶尖的私立研究型大学之一。佛罗里达州第一所私立大学是成立于1883年的史丹森大学，位于沃卢西亚县德兰。

## 文化

### 体育
佛罗里达州拥有三支全国橄榄球联盟（NFL）球队、两支美国职业棒球大联盟（MLB）球队、两支美国职业篮球联赛（NBA）球队、两支国家冰球联盟（NHL）球队和两支美国职业足球大联盟（MLS）球队。佛罗里达州于1966年获得首支永久性的主要职业体育队，当时美式橄榄球联盟新增了迈阿密海豚队。自1991年以来，佛罗里达州通过税收减免的形式为职业体育特许经营提供补贴。约一半的美国职业棒球大联盟球队会在佛罗里达州进行春季训练，这些球队被非正式地组织为“葡萄柚联盟”。在MLB历史上，其他球队也曾在佛罗里达州进行春季训练。
全国改装赛车竞赛协会（NASCAR）的三个主要赛车系列均于二月在代托纳国际赛道展开，其中包括代托纳500。代托纳还于八月举办无糖可乐400周末比赛。NASCAR还在霍姆斯特德-迈阿密赛道于十月举办周末比赛。代托纳24小时耐力赛是世界上最负盛名的耐力赛车赛事之一。此外，圣彼得堡大奖赛和迈阿密大奖赛也举办印第賽車（IndyCar）赛事项目。
佛罗里达州是一个重要的高尔夫中心。美国职业高尔夫球协会（PGA）总部位于棕榈滩花园，PGA巡回赛总部位于庞特韦德拉海滩（杰克逊维尔的一个郊区），美國女子職業高爾夫協會（LPGA）总部位于代托纳比奇。佛罗里达州举办的PGA巡回赛赛事包括球员锦标赛、WGC-凯迪拉克锦标赛、阿诺德·帕尔默邀请赛、本田精英赛和威士伯锦标赛。
佛罗里达州在五个主要美国职业体育联盟中均有球队。最晚加入的球队是迈阿密国际足球俱乐部，该队于2020年开始参加美国职业足球大联盟比赛。
迈阿密网球公开赛是ATP大师赛1000和WTA顶级赛事之一，而德尔雷比奇网球公开赛则是ATP世界巡回赛250之一。
佛罗里达州还拥有许多小联盟的棒球、橄榄球、篮球、冰球、足球和室内美式橄榄球球队。賓希爾·格里芬體育場是佛罗里达州最大的橄榄球体育场，也是大学美式橄榄球比赛第12大场馆，以及全球第18大体育场，官方座位容量为88,548个，不过在佛罗里达州的主场橄榄球比赛中，通常会容纳超过90,000人。
佛罗里达州的大学拥有多项國家大學體育協會（NCAA）大学体育项目。主要的大学橄榄球队包括大西洋沿岸联盟的佛罗里达州立大学塞米诺尔队和迈阿密飓风队，以及东南联盟的佛罗里达鳄鱼队。1996年以来，佛罗里达州增加了四支NCAA第一级别美式足球碗赛分区（FBS）球队：UCF骑士队、南佛罗里达公牛队、佛罗里达大西洋猫头鹰队和佛罗里达国际大学黑豹队。

### 建筑

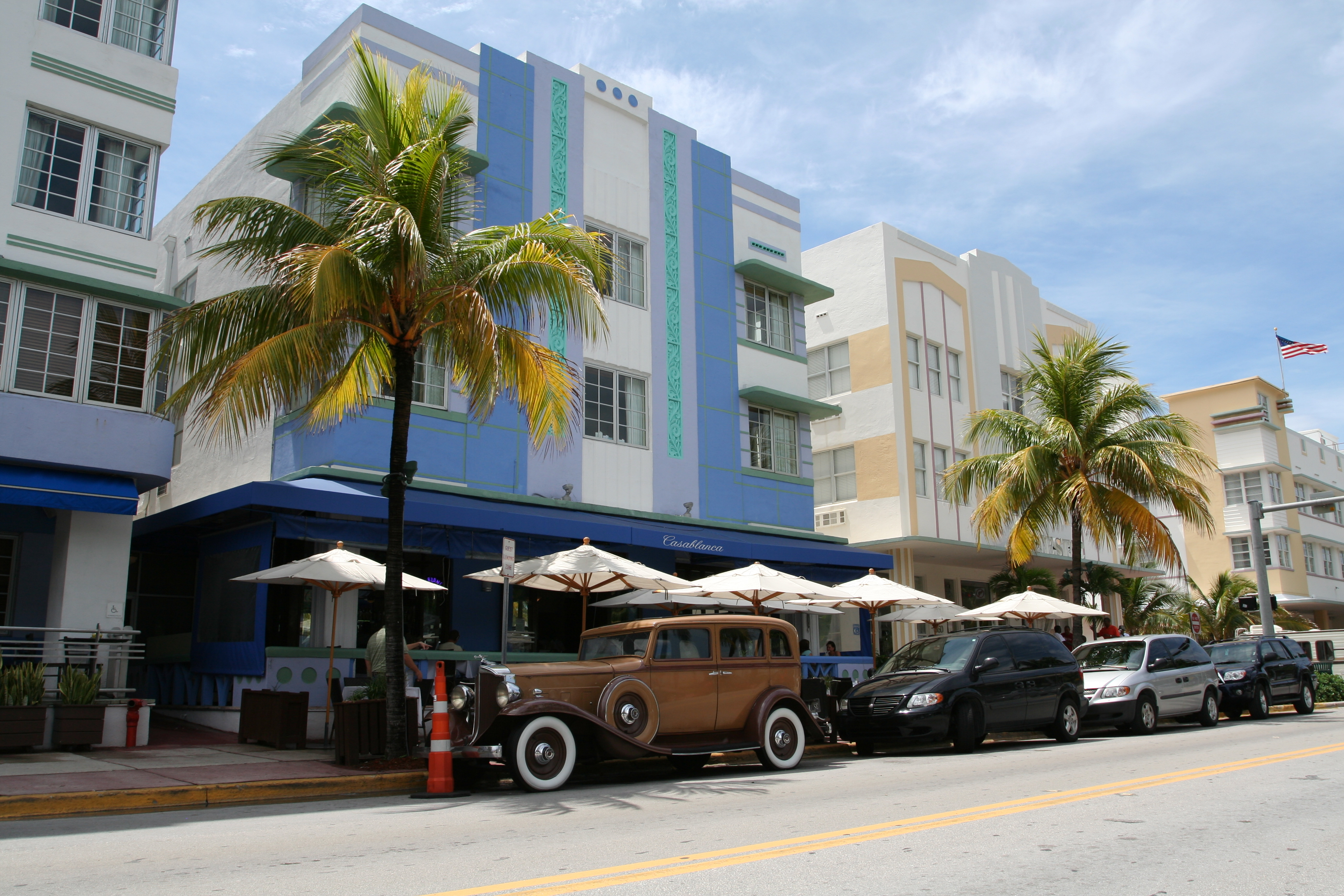
迈阿密海滩建筑区的迈阿密装饰艺术区，建于1920年代和1930年代

佛罗里达州拥有美国乃至全世界最大的装饰艺术和摩登流線型建筑群，大部分位于迈阿密都会区，尤其是迈阿密海滩的装饰艺术区，这些建筑是在该市成为度假胜地的过程中建造。佛罗里达州独有的一种建筑设计是二战后的迈阿密现代主义建筑，这种风格可以在迈阿密上城东区的现代建筑历史街区等地区看到。
作为一个早期的重要银行和金融区域中心，杰克逊维尔的建筑展现出多种风格和设计原则。许多佛罗里达州最早的摩天大楼建于杰克逊维尔，最早可以追溯到1902年，并在1974年至1981年间保持州内建筑高度纪录。该市还拥有美国中西部以外最大的田园学派建筑群。此外，杰克逊维尔还因其世纪中期现代主义建筑群而著名。
佛罗里达州的一些地区还具有包括西班牙复兴、佛罗里达乡土建筑和地中海复兴建筑在内的建筑风格，这些建筑风格都可以在圣奥古斯丁找到。

## 象征
大多数州象征物都是在1950年以后选定的，只有最古老的两项——州花（1909年选定）和州鸟（1927年选定）——未被列入2010年的佛罗里达法规中。
- 两栖动物：犬吠蛙
- 哺乳动物：佛罗里达山狮
- 州歌：《佛罗里达，锯齿草与天空相遇的地方》
- 饮料：橙汁
- 鸟：反舌鸟
- 鸟：美洲火烈鸟
- 节日：《卡勒奥乔节（英语：Calle Ocho Festival）》
- 淡水鱼：大口黑鲈
- 海水鱼：大西洋旗鱼
- 花：橙花
- 水果：橙
- 宝石：月光石
- 马：佛罗里达策鞭马（英语：Florida Cracker Horse）
- 昆虫：斑马长翼蝶（英语：Heliconius charithonia）
- 海洋哺乳动物：宽吻海豚
- 海洋哺乳动物：佛罗里达海牛
- 格言：《我们信仰上帝》
- 昵称：阳光之州
- 棕榈科：椰子树
- 派：佛岛青柠派
- 戏剧：《十字架与剑（英语：Cross and Sword）》
- 爬行动物：美洲短吻鳄
- 爬行动物（咸水）：红海龟
- 牛仔竞技：银马刺牛仔竞技（英语：Silver Spurs Rodeo）
- 贝壳：天王赤旋螺
- 土壤：迈阿卡土（英语：Myakka (soil)）
- 歌：《故乡的亲人（英语：Old Folks at Home）》
- 州日/州周：花之盛宴
- 石头：珊瑚化石
- 陆龟：佛州穴龟
- 树：菜棕
- 野花：金鸡菊